# Basstölpel

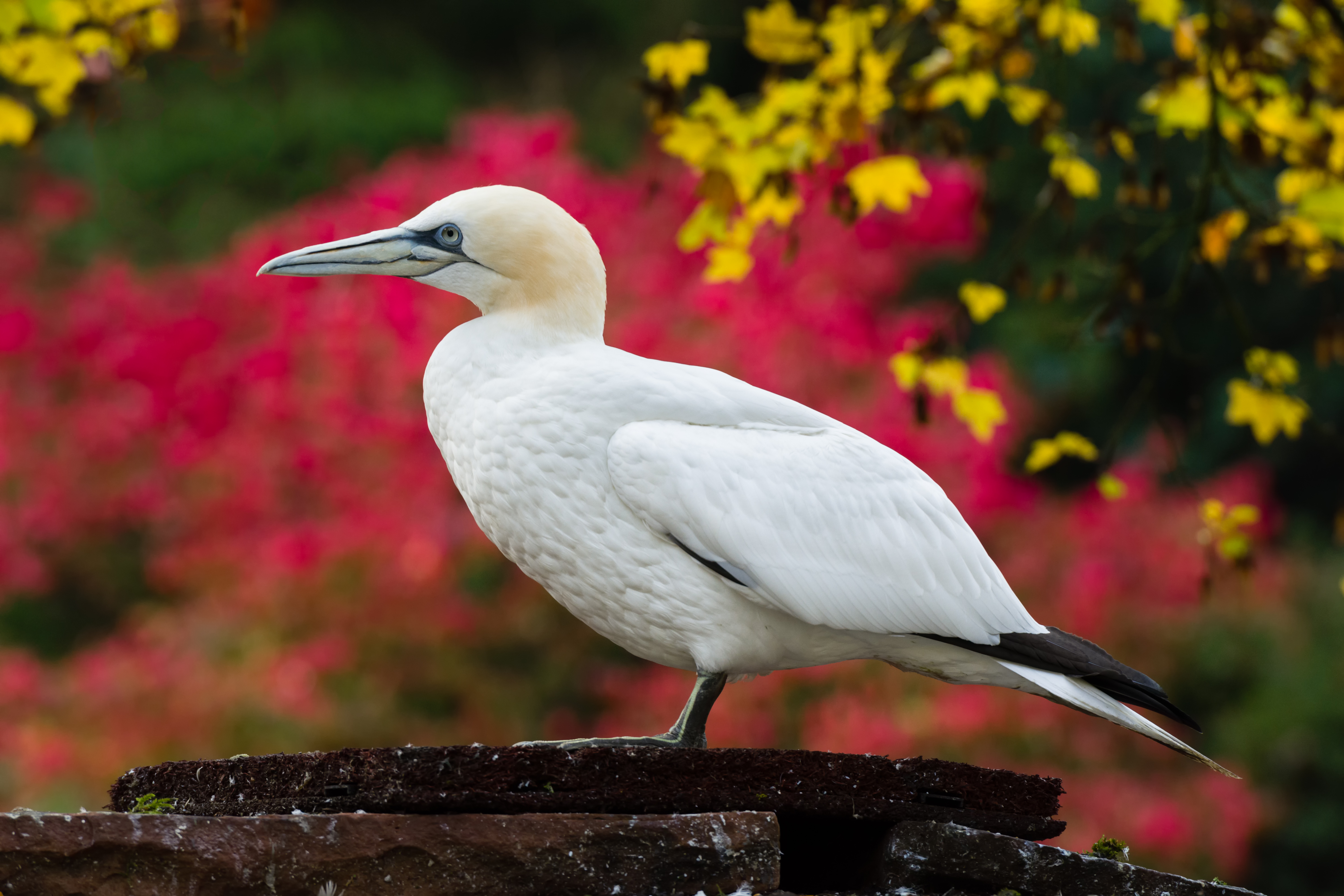
Profilansicht eines Basstölpels

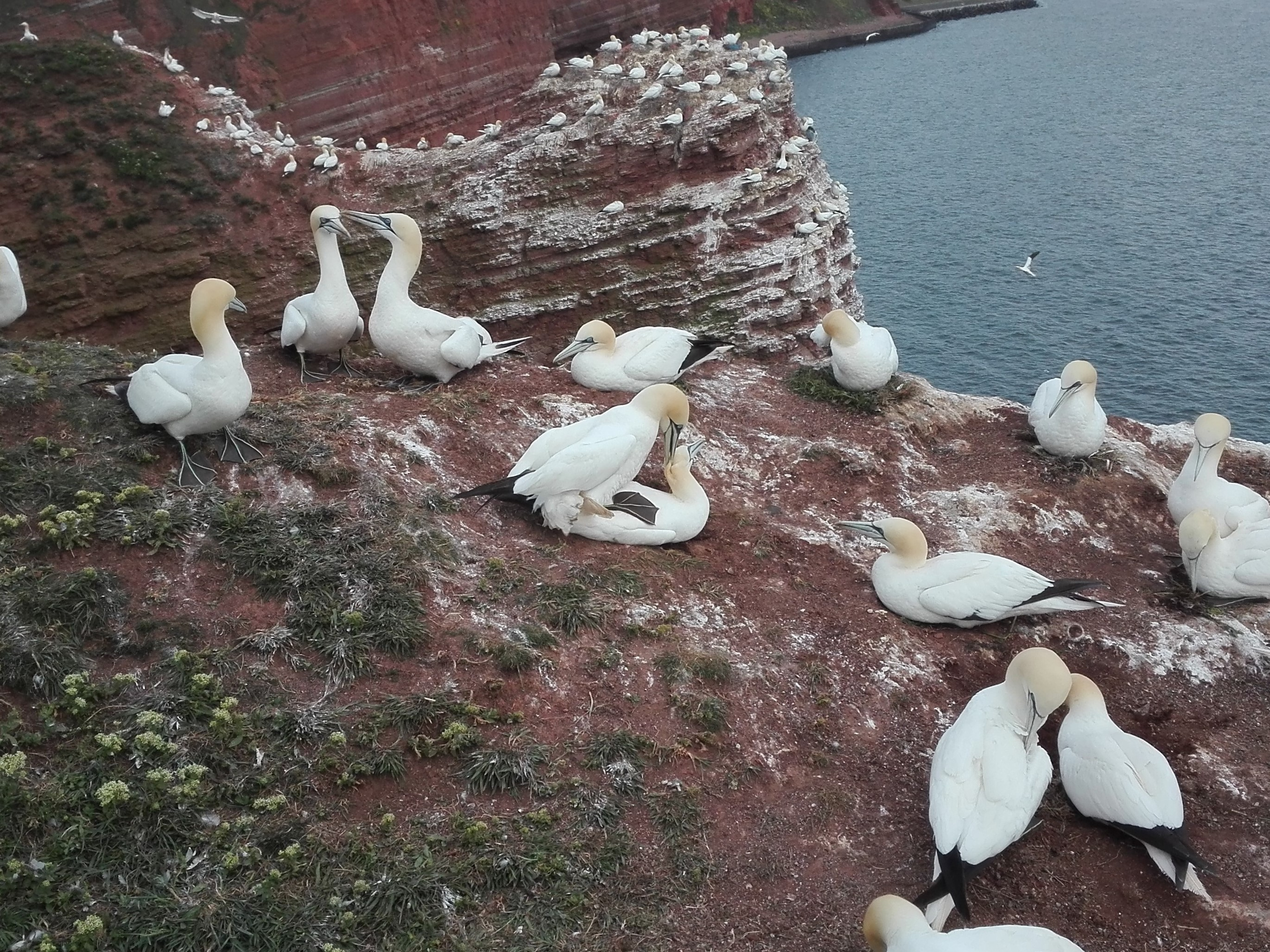
Basstölpel bei der Balz, der Paarung und der Brut auf Helgoland

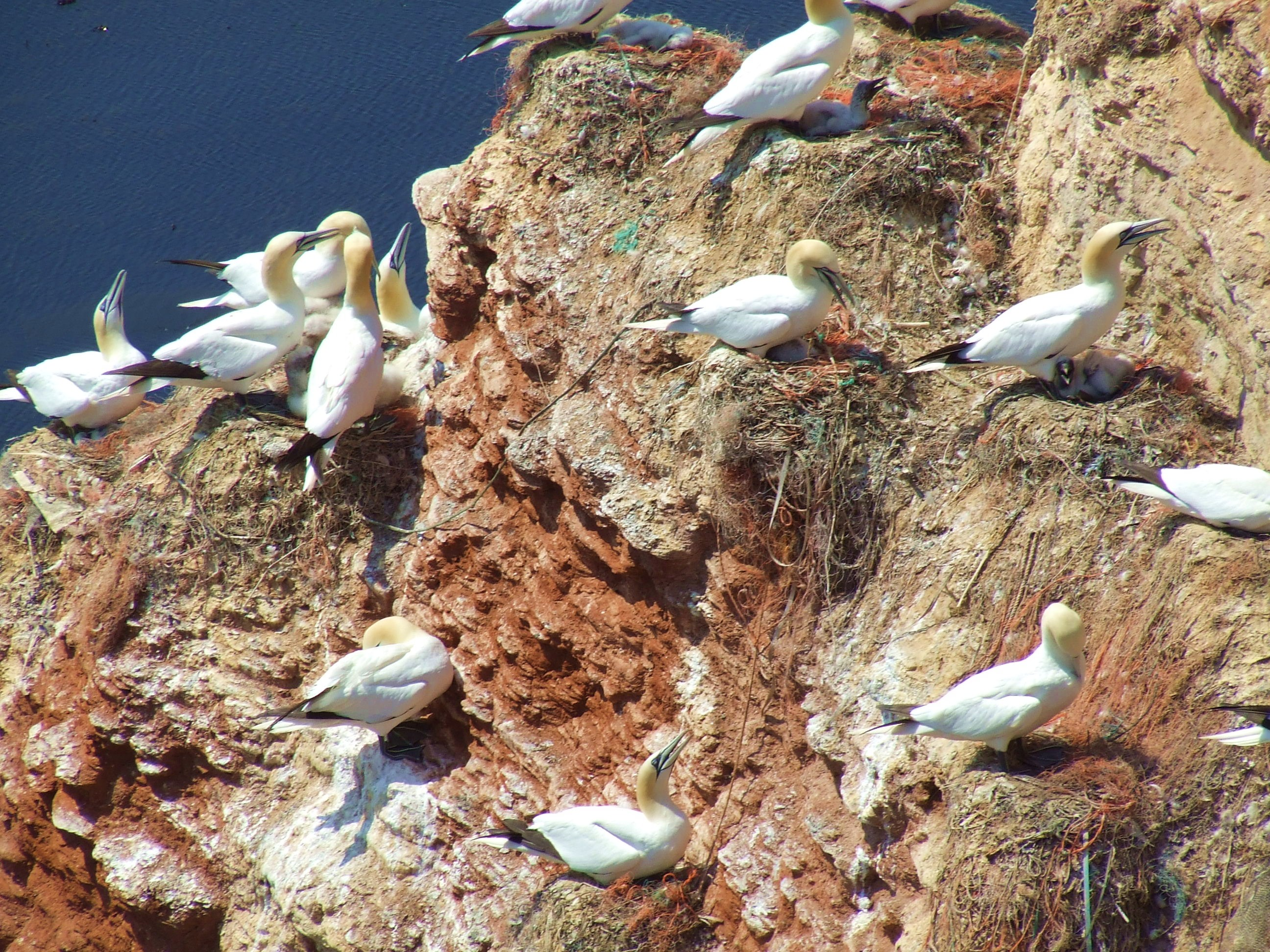
Nistende Basstölpel auf Helgoland

Der Basstölpel (Morus bassanus) ist ein gänsegroßer Meeresvogel aus der Familie der Tölpel. Innerhalb dieser Familie ist er die am weitesten im Norden brütende Art und die einzige, die auch in Europa brütet. Seit 1991 ist der Basstölpel auch Brutvogel auf Helgoland. Typisch für den Basstölpel sind große Kolonien, in der mehrere tausend Brutpaare ihr jeweiliges Junges heranziehen. Basstölpel präferieren für die Anlage ihrer Nester steile Felsinseln, die vor der Küste liegen.
Wie die meisten Tölpelarten hat der Basstölpel sich eine Nahrungsnische erschlossen, in der er nur mit wenigen anderen Arten konkurriert. Seine bevorzugten Beutefische sind fetthaltige Fische wie Heringe und Makrelen. Innerhalb der Ordnung der Suliformes entfernt er sich während seiner Nahrungssuche am weitesten von seiner Brutkolonie. Eine vergleichbare Flugleistung während des Nahrungserwerbs weist nur noch der Graufußtölpel auf. Der Basstölpel ist ein Stoßtaucher, der in schnellem Sturzflug ins Meer eintaucht, um so nach Fischen zu jagen. Zu seinen anatomischen Merkmalen gehört dementsprechend ein stromlinienförmiger Körper, lange schmale Flügel, ein in der vorderen Hälfte fein gezähnter Schnabel sowie große Schwimmfüße.

## Name
Die große Brutkolonie auf der vor der schottischen Küste gelegenen Felseninsel Bass Rock, die bereits 1448 in Schriftstücken erwähnt wurde, hat zu dem deutschen Begriff Basstölpel geführt.
Seefahrer bezeichneten Vögel dieser Familie auf Portugiesisch als „Bobo“ oder „Dummkopf“, weil die Seevögel gern auf Schiffen landeten und dort aufgrund ihrer Zutraulichkeit oft zur leichten aber schmackhaften Beute der Seeleute wurden. Auch in ihren Brutkolonien zeigen die Vögel kaum Furcht und sind deshalb sehr einfach zu fangen. Der Gattungsname Morus stammt vom altgriechischen moros, ebenfalls mit der Bedeutung dumm, tölpelhaft.
Von Bobo abgeleitet bürgerte sich in England zunächst für die Arten der Gattung Sula der Begriff „Booby“ ein. Dieser wurde 1750 von dem Danziger Ornithologen Jacob Theodor Klein als „Tölpel“ ins Deutsche übersetzt und hat sich zunehmend als Bezeichnung für die Familie dieser Ruderfüßer durchgesetzt.
Noch bevor sie sich auf Helgoland als Brutvogel niederließen, waren Basstölpel regelmäßig in den Gewässern rund um diese Insel sowie an den Küsten von Niedersachsen und Schleswig-Holstein zu beobachten. Entsprechend gibt es eine Reihe volkstümlicher deutscher Namen. Zu diesen zählen in Anlehnung an die bekannte Kolonie auf Bass Rock die Namen Tölpel von Bassan, bassanscher Tölpel oder Bassaner Pelikan. Der große und weiß gefiederte Vogel wurde sehr häufig als Gans bezeichnet und hieß dann entsprechend Bassaner Gans, schottische Gans oder Soland-Gans. Auch die im Englischen Sprachgebrauch übliche Bezeichnung „northern gannet“ enthält den Stamm gan, der sich auch in Gander oder Gans findet. Wegen ihrer rauen Rufe wurden Basstölpel gelegentlich auch als Seeraben bezeichnet.

## Erscheinungsbild

### Körpergröße und Gefieder

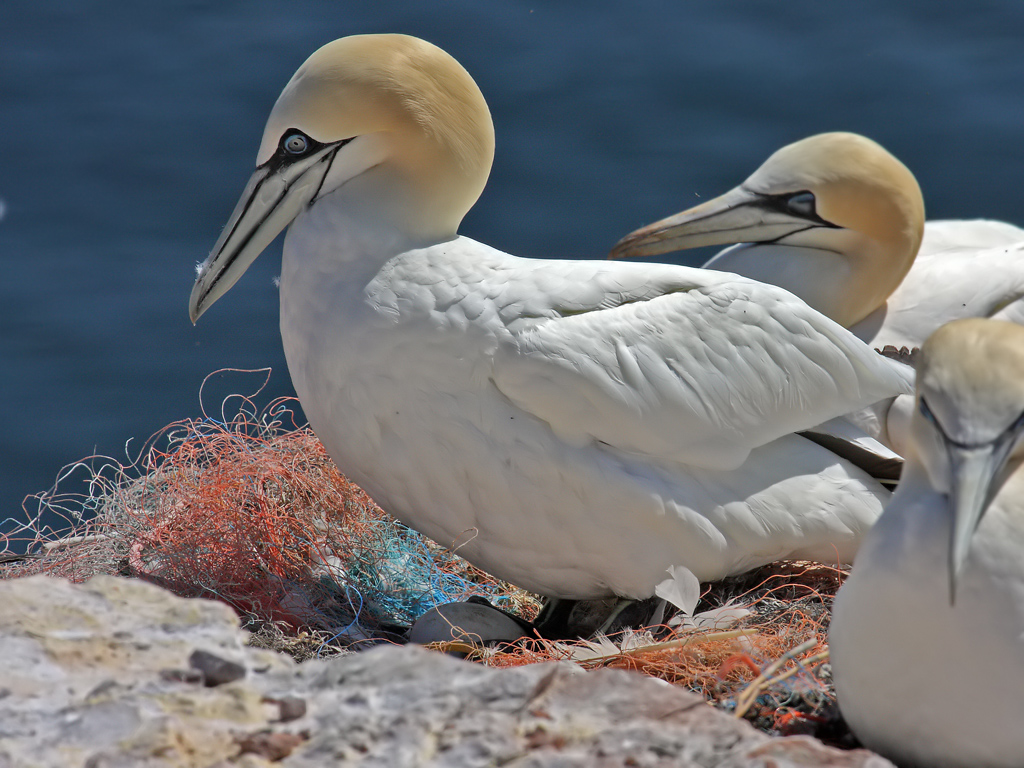
Brütender Basstölpel

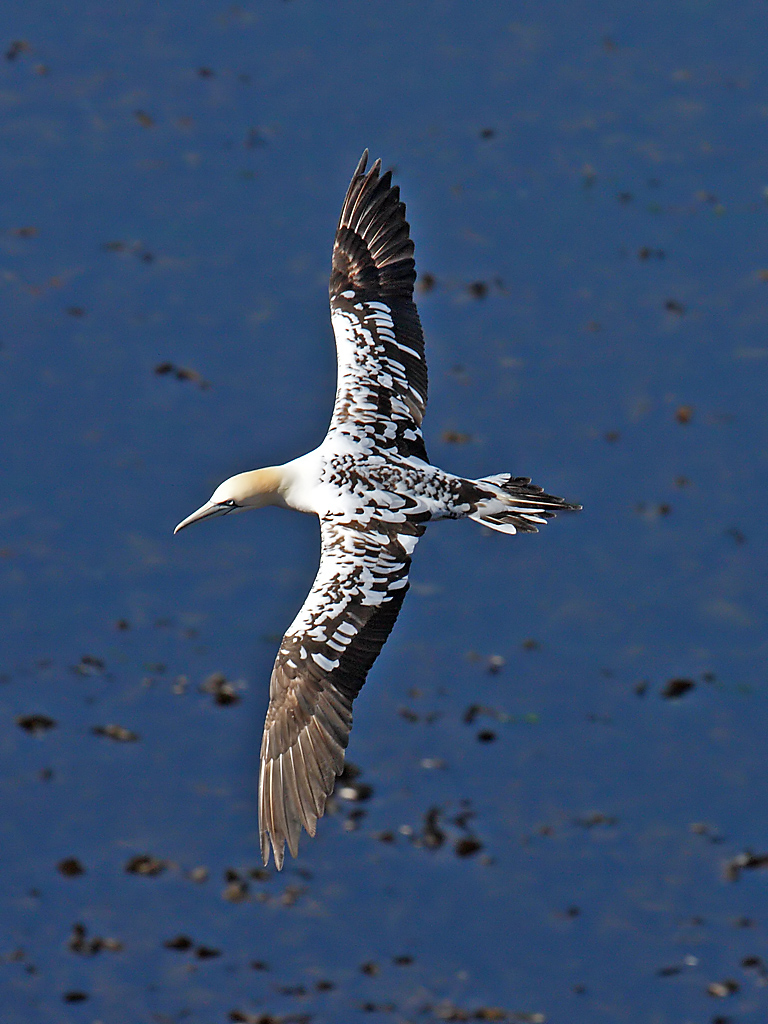
Jungvogel im dritten Kalenderjahr – auf der Körpervorderseite weist er bereits das Federkleid adulter Vögel auf

Der Basstölpel ist die größte und schwerste Art unter den Tölpeln. Brütende Vögel wiegen zwischen 3 und 3,4 Kilogramm. Der Vogel ist ca. 81 – 110 Zentimeter groß und die Spannweite liegt zwischen 165 und 180 Zentimeter. Der Schnabel ist von der Stirnbefiederung ab gemessen zwischen 9 und 11 Zentimeter lang. Ein Größenunterschied zwischen den Geschlechtern ist nicht feststellbar.
Adulte Basstölpel haben ein überwiegend reinweißes Körpergefieder. Ein Geschlechtsdimorphismus besteht beim Gefieder nicht. Das Gefieder ist wasserabweisend, was Basstölpeln erlaubt, sich für längere Zeit auf dem Meer schwimmend aufzuhalten. Sie fetten es mit der wachsartigen Absonderung der Öldrüsen ein, indem sie das Sekret entweder mit dem Schnabel im Gefieder verteilen oder ihren Kopf erst an der Öldrüse und dann am übrigen Gefieder reiben. Die Handschwingen und die Handdecken der langen schmalen Flügel sind bräunlich bis schwarz gefiedert. Der Kopf, der Nacken und die Seiten des Halses unterscheiden sich vom übrigen Körpergefieder durch einen je nach Individuum und Jahreszeit hellgelben bis kräftig dunkelgelben Farbton. Bei einzelnen Individuen kann diese Gelbfärbung vollständig fehlen. Am Kopf sind Zügel und Kinn nicht befiedert. Die sichtbare Haut weist eine schwarze Färbung auf und gibt den Basstölpeln einen markanten Gesichtsausdruck.
Da die Spitzen der Federn weiß sind, wirken Jungvögel, die gerade flügge werden, weiß gepunktet. Am Kopf und Rücken sind die weißen Tupfen dabei besonders dicht. Am Rückenende findet sich bei ihnen eine v-förmige weiße Stelle. Das Federkleid einjähriger Jungvögel kann dagegen nahezu vollständig braun sein. Da die Vögel im zweiten Lebensjahr zwei bis drei Mauserzyklen gleichzeitig durchlaufen, variiert bei älteren Jungvögeln die Farbe des Gefieders sehr stark. Jungvögel können auf der Körpervorderseite bereits das weiße Federkleid und die gelbliche Kopffärbung adulter Vögel zeigen, während sie auf dem Rücken noch ein überwiegend braunes Federkleid haben. Das Gefieder ausgewachsener Vögel zeigen sie erst ab einem Alter von fünf Jahren.
Die frisch geschlüpften Küken sind zunächst nackt und haben eine blauschwarz bis schwarz gefärbte Haut. Bis zum zweiten oder dritten Tag sind sogar ihre Augen vollständig oder teilweise geschlossen. Bis zur zweiten Lebenswoche ist ihnen ein weißes Dunenkleid gewachsen, das ihnen ein wolliges Aussehen verleiht. Dieses Dunenkleid weicht bereits ab der fünften Lebenswoche allmählich einem dunkelbraunen und weißgefleckten Gefieder.

### Weitere Merkmale des Erscheinungsbildes
Der Schnabel des Basstölpels ist lang, kräftig und konisch geformt. Er läuft in eine etwas nach unten gekrümmte Spitze aus. In der vorderen Hälfte verfügt er über scharfe Schneiden. Bei ausgewachsenen Basstölpeln ist der Schnabel blaugrau gefärbt und weist dunkelgraue bis schwarze Schnabelrillen auf. Bei frisch geschlüpften Küken ist der Schnabel grau und bei noch nicht geschlechtsreifen Jungvögeln weist er eine bräunliche Farbe auf.
Die Augen sind groß und nach vorn gerichtet. Die Iris ist hellblau bis hellgrau und außen von einem schwarzen dünnen Ring umgeben. Die vier Zehen sind wie bei allen Arten der Ordnung Suliformes zur Gänze mit Schwimmhäuten verbunden. Beim Basstölpel ist die Farbe der Schwimmhäute schwarzbraun bis schwarzgrau. Die auffälligen gelbgrünen Linien, die auf den Zehen entlanglaufen und sich auf den Beinen fortsetzen, spielen vermutlich eine Rolle beim Paarungsverhalten. Die Hinterzehe ist stark nach innen gewendet und tief angesetzt. Diese anatomische Anpassung, die bei allen Tölpelarten zu finden ist, erlaubt den Basstölpeln einen guten Halt auf steilen Klippen.

### Anatomische Besonderheiten
Basstölpel sind Stoßtaucher, die mit bis zu 100 km/h Geschwindigkeit in das Wasser eintauchen. Sie weisen in ihrem Körperbau einige Anpassungen auf, die diese Tauchleistung unterstützen. Basstölpeln fehlen beispielsweise äußere Nasenlöcher. Sie haben aber sekundäre Nasenlöcher, die beim Tauchen durch bewegliche Klappen verschlossen werden können. Die Ohrenöffnung ist sehr klein, von Federn bedeckt und kann durch Muskeln noch weiter geschlossen werden. Das Brustbein der Basstölpel ist kräftig und so lang, dass es wie ein Schild über den Eingeweiden liegt und in der Lage ist, die Eingeweide vor der Wucht des Aufpralls auf dem Wasser zu schützen.
Auch die Luftsäcke, die beim Basstölpel stärker entwickelt sind als bei anderen Vogelarten, haben vermutlich gleichfalls die Funktion, den Körper beim Stoßtauchen zu schützen. Subkutane Luftsäcke finden sich an der Körperunterseite und an den Körperseiten. Innere Luftsäcke liegen zwischen der Brustmuskulatur und dem Brustbein sowie am Ende der Brustmuskulatur und den Rippen. Die Luftsäcke sind über Kanäle mit der Lunge verbunden und füllen sich beim Einatmen mit Luft. Muskelkontraktionen dagegen pressen die Luft aus den Luftsäcken heraus.
Als die am weitesten im Norden brütende Tölpelart muss sich der Basstölpel vor Unterkühlung schützen. Basstölpel weisen daher eine subkutane Fettschicht, dickes Daunengefieder und ein sich dicht überlappendes Federkleid auf. Den Verlust von Körperwärme über die Schwimmhäute kann der Basstölpel dadurch reduzieren, dass sie nur während der Nistzeit stark durchblutet sind.

### Flugbild, Schwimmverhalten und Gang

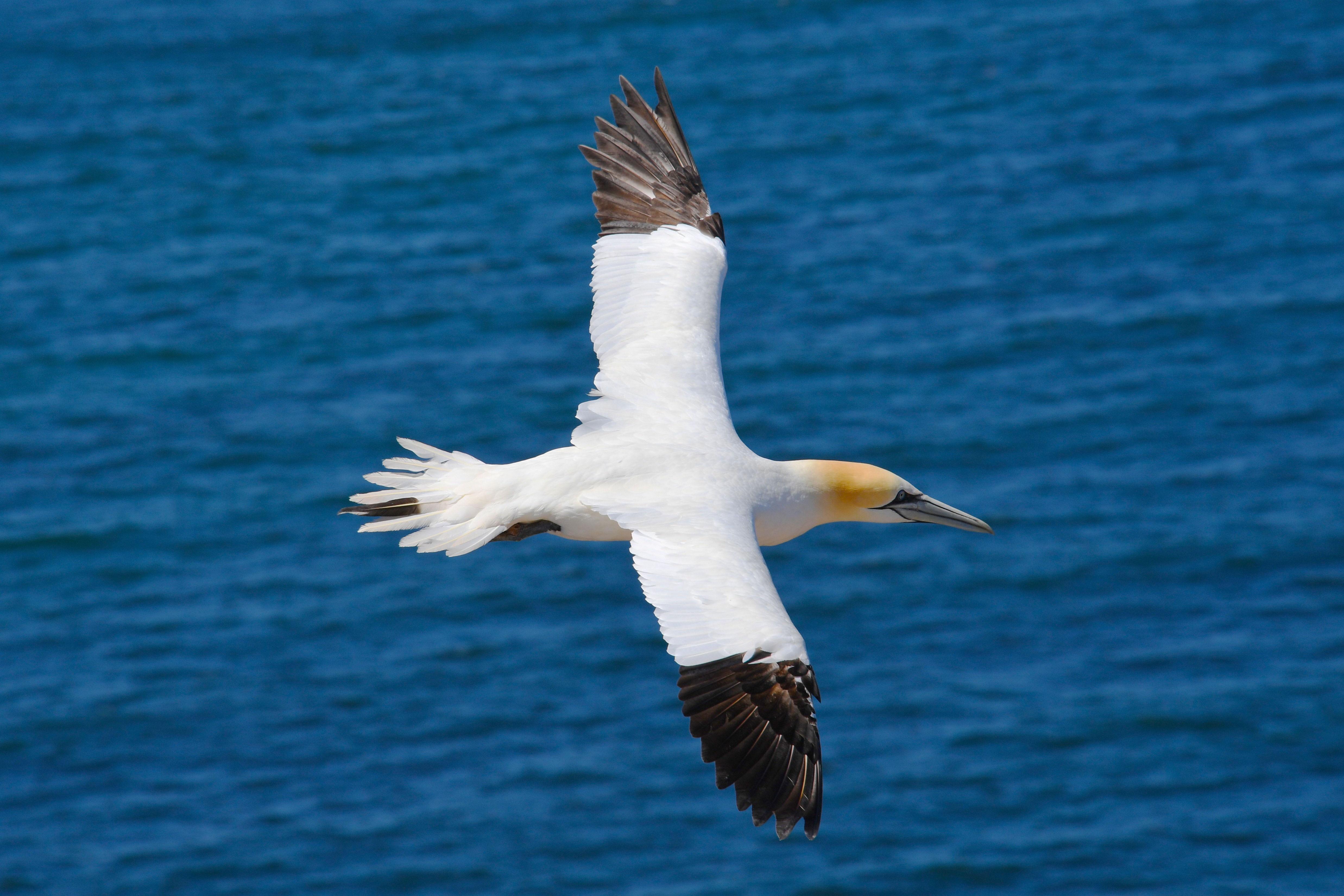
Flugbild (Oberseite)

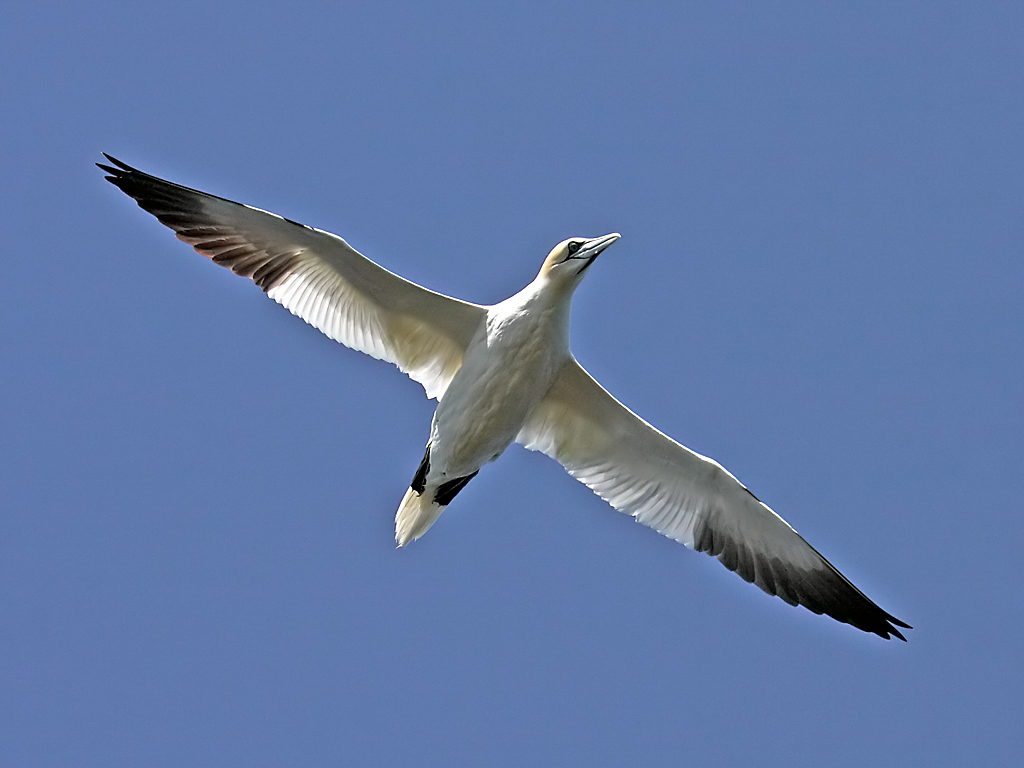
Flugbild (Unterseite)

Basstölpel haben lange und schmale Flügel, die weit hinten am Körper ansetzen. Dies führt dazu, dass Basstölpel hervorragende Gleitflieger sind, die Luftströmungen effizient ausnutzen können. Bei ruhigem, windstillem Wetter beträgt ihre Fluggeschwindigkeit etwa 55 bis 65 km/h. Ihre Flugmuskulatur ist verhältnismäßig schlecht ausgebildet. Die meisten Vogelarten weisen einen Anteil der Flugmuskulatur am Gesamtgewicht von etwa 20 Prozent aus. Bei Basstölpeln dagegen beträgt der Anteil lediglich 13 Prozent. Der Pectoralis minor, mit dem Vögel beim Fliegen die Flügel anheben, ist bei Basstölpeln besonders klein ausgebildet. Das trägt dazu bei, dass Basstölpel immer eine Anlaufstrecke benötigen, um abheben zu können. Da Basstölpel gleichzeitig schlechte Läufer sind, ist es ihnen nicht möglich, vom flachen Land aus zu starten. Vom Wasser aus starten sie gleichfalls mit Anlauf. Sie wenden sich dazu gegen den Wind und fliegen mit schweren Flügelschlägen auf. Bei windstillem Wetter, aber verhältnismäßig hohem Wellengang sind Basstölpel gelegentlich außerstande zu starten. Es kann dann passieren, dass sie an Land gespült werden. Ähnlich wie Albatrosse nutzen Basstölpel während des Fliegens die an der Vorderseite der Wellen entstehenden Aufwinde aus. Über dem Festland sind Basstölpel nur zu beobachten, wenn sie durch Stürme dahin verdriftet wurden.
Auf dem Wasser landen Basstölpel normalerweise mit einem flachen Tauchstoß. Landemanöver, bei denen Basstölpel ähnlich wie Pelikane oder Kormorane mit nach vorne gestreckten Füßen auf dem Wasser landen, kommen beim Basstölpel selten vor. Auf dem Wasser liegen sie sehr weit oben auf. Der Schwanz ragt in der Regel halbschräg nach oben. Die Landung auf dem Land wirkt schwerfällig und kann mit Stürzen enden, da die schmalen Flügel in der Luft keine wendigen Manöver erlauben. Als Manövrierhilfe setzen Basstölpel sowohl den Schwanz als auch ihre Füße ein. Zu Fuß- und Laufverletzungen kommt es bei nicht durch Wind unterstützten Landungen verhältnismäßig häufig. Bei den Tölpeln der Gattung Morus sind gebrochene oder gezerrte Flügel nach Landeunfällen sogar eine wesentliche Todesursache bei ausgewachsenen Vögeln. Da die Beine weit hinten am Körper ansetzen, hat der Basstölpel an Land einen watschelnden, entenartigen Gang. Die Flügel werden beim Gehen etwas aufgestellt.

### Stimme
Der Basstölpel verfügt über kein ausgeprägtes Rufrepertoire. Der typische Ruf ist ein „rab-rab-rab“, der sowohl am Nest als auch dann zu hören ist, wenn der Tölpel in Gruppen nach Fischen taucht. Von zum Flug startenden Basstölpeln ist ein weiches, langgezogenes „oo-ah“ zu hören. Der Ruf zu der Brutkolonie zurückkehrender Vögel klingt dagegen eher wie „arrah-arrah“. Diese Rufe sind bei landenden Vögeln etwa zweimal pro Sekunde zu hören. Auf Grund der vielen rückkehrenden Vögel ist dieser laute Ruf in einer Brutkolonie fortwährend zu hören. Bei Basstölpeln besteht kein Geschlechtsunterschied im Rufverhalten oder Stimmrepertoire.
Der Ornithologe Bryan Nelson ist auf Basis seiner Untersuchungen zu dem Schluss gekommen, dass es für die in Kolonien brütenden Tölpelarten typisch ist, nicht nur ihren jeweiligen Partner und ihren jeweiligen Nachwuchs an der Stimme zu erkennen, sondern dass sie auch in der Lage sind, die in der Nachbarschaft brütenden Tölpel zu identifizieren. „Fremde“ Tölpel werden sehr viel aggressiver angegriffen.

## Verbreitung

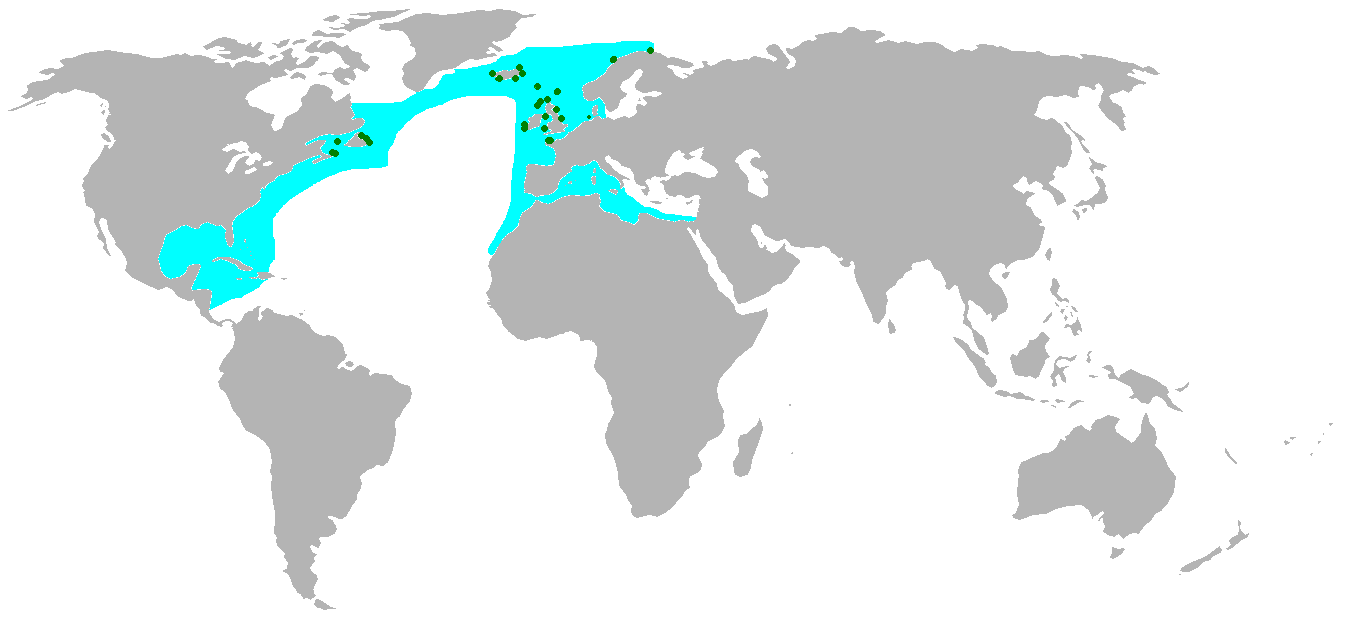
Das Verbreitungsgebiet des Basstölpels

Die Brutplätze des Basstölpels finden sich überwiegend an den Küsten, die vom Golfstrom beeinflusst sind. Ausnahmen davon sind die kanadischen Brutplätze im St. Lorenz-Golf und die an der Ostküste Islands liegenden. Die Gewässer, die von den Brutfelsen aus erreichbar sind, weisen im Sommer eine Oberflächentemperatur von etwa 10 bis 15 °C auf. Der Zusammenhang zwischen der Oberflächentemperatur des Wassers und der Brutreviere ist aber lediglich ein indirekter. Die Wassertemperatur bestimmt die Verbreitung des Herings sowie der Makrele und anderer wichtiger Nahrungsfische des Basstölpels. Die Verteilung der Brutreviere des Basstölpels steht wiederum in enger Beziehung zu diesen Nahrungsfischen. Basstölpel fehlen in einigen Gewässern, wo diese Nahrungsfische auch vorkommen. Hier fehlen jedoch wiederum geeignete Brutfelsen.

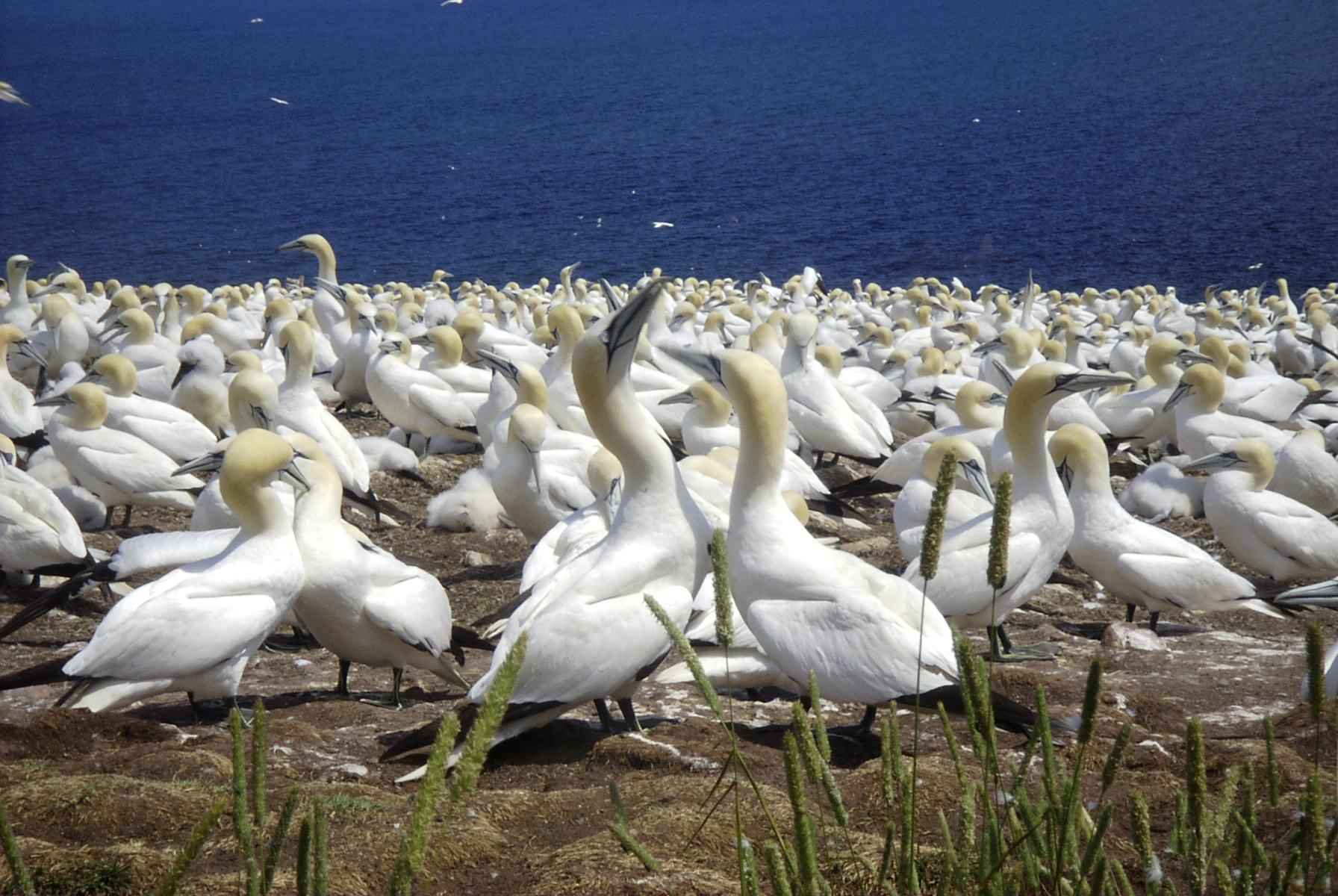
Kolonie auf Bonaventure bei Percé im kanadischen Québec

Unter allen Tölpeln ist der Basstölpel damit die Art, die am nördlichsten brütet und sich in Regionen aufhält, die sehr stürmisch und kalt sein können. Die meisten Tölpelarten halten sich äquatornahe auf. Der Australische Tölpel, der zur selben Gattung wie der Basstölpel zählt, brütet zwar der Antarktis am nächsten. Sein Verbreitungsgebiet – die Süd- und Ostküste Australiens bis Neuseeland – ist aber bei weitem nicht so kaltem und stürmischem Wetter ausgesetzt. Nach Meinung des Ornithologen Bryan Nelson ist es die Kombination von Körpergewicht, Schnabelstärke und der Fähigkeit, sehr tief zu tauchen und Nahrung weit entfernt von den Brutfelsen zu beschaffen, die es dem Basstölpel erlaubte, sich diesen Lebensraum zu erschließen. Seine Fähigkeit, Fettreserven anzulegen, erlauben es ihm, über längere Perioden ohne Nahrung auszukommen und so beispielsweise längere Schlechtwetterphasen besser durchzustehen. Dank Körperkraft und Schnabelstärke kann er auch so kräftige und muskulöse Fische wie Makrelen erfolgreich jagen.
Die nördliche Verbreitungsgrenze des Basstölpels ist davon determiniert, ob die Gewässer während der langen Brutzeit eisfrei bleiben. So böten die Inseln an der Küste Grönlands und Spitzbergens sowohl ausreichend Nahrung als auch Brutgelegenheit. Der arktische Sommer ist jedoch zu kurz für die Brutzeit des Basstölpels, die zwischen 26 und 30 Wochen beträgt. Für die südliche Verbreitungsgrenze ist die Verbreitung der wichtigsten Nahrungsfische ausschlaggebend.

## Bekannte Brutkolonien der Basstölpel

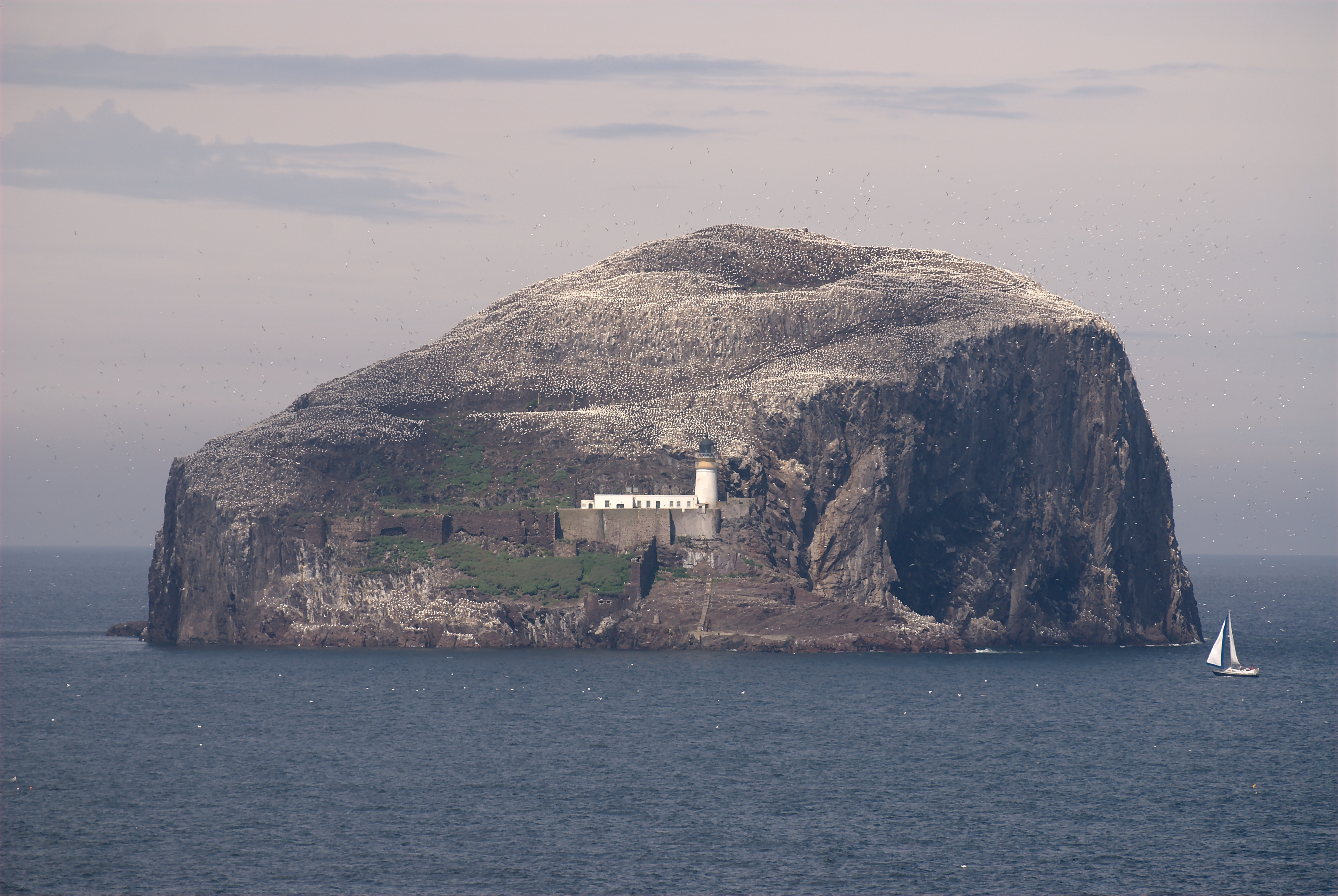
Bass Rock vom Meer aus – bei Vergrößerung sind die einzelnen Nester als kleine weiße Punkte erkennbar

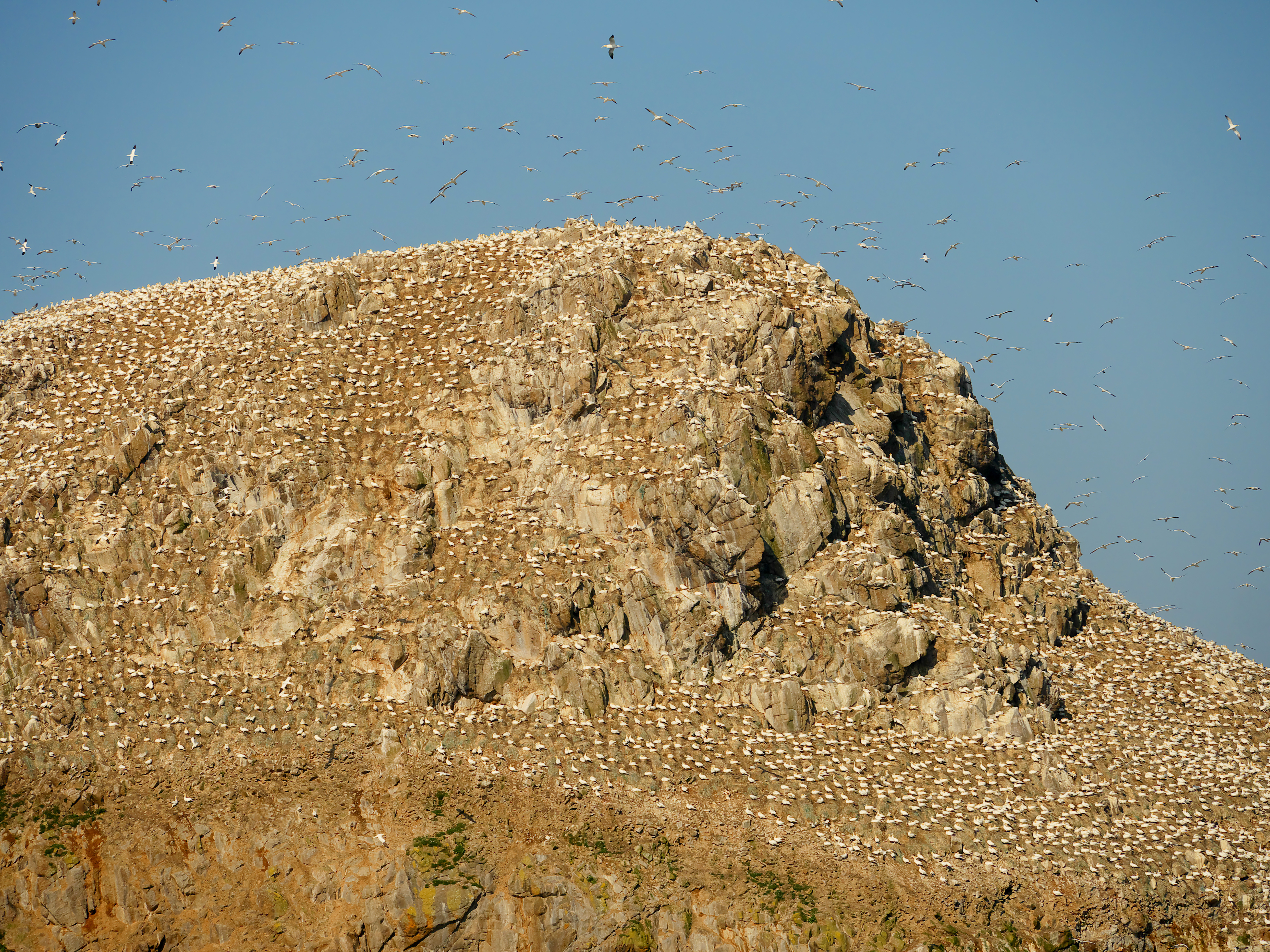
Mehrere hundert nistende Basstölpel auf der Île Rouzic im Archipel der Sept Îles in Frankreich

Einige der Kolonien, in denen Basstölpel brüten, werden seit mindestens mehreren hundert Jahren genutzt. Die auffälligen Brutfelsen – durch den gleichmäßigen Abstand der Nester wirken von Basstölpeln besiedelte Felseninseln so, als ob sie mit Schnee bedeckt wären – wurden zum Teil schon sehr früh schriftlich erwähnt. Der älteste schriftliche Beleg für eine Kolonie ist der für die Insel Lundy aus dem Jahre 1274. Bereits damals beklagte man, dass durch das Sammeln von Eiern und die Jagd auf die Tölpel die Bestandszahlen stark zurückgegangen seien. Die Kolonie erlosch 1909 vollständig. Zu den bekanntesten großen Kolonien zählen
- der an der schottischen Ostküste liegende Bass Rock, für den die ersten schriftlichen Belege aus dem Jahre 1448 stammen.[1] 2004 befanden sich dort mehr als 48.000 Nester.[30]
- die Hebrideninseln St. Kilda und Sula Sgeir. St. Kilda ist mit etwa 60.000[30] Nestern derzeit die größte europäische Brutkolonie.
- die walisische Insel Grassholm im Pembrokeshire-Coast-Nationalpark, Eigentum der Royal Society for the Protection of Birds; hier brüten rund 39.000 Vogelpaare (die drittgrößte europäische Kolonie).
- die größte isländische Kolonie ist die auf der Insel Eldey. Hier brüten etwa 14.000–15.000 Brutpaare. Die Insel hat damit ihre maximale Aufnahmefähigkeit erreicht: Es gibt keinen Platz mehr für die Anlage neuer Nester. Auch nichtbrütende Basstölpel, die normalerweise am Rande jeder Kolonie zu beobachten sind, fehlen hier. Der Grund dafür ist offensichtlich ebenfalls Raummangel.[31]
- auf der west-irischen Felseninsel Little Skellig brüten etwa 27.000 Paare.

Europäische Brutkolonien finden sich außerdem an der südwestirischen Küste, der mittelnorwegischen Westküste mit der Insel Runde, im Norden Norwegens Syltefjord, Hovflesa und Storstappen. Storstappen ist mit 71°08’N die nördlichste Brutkolonie. Die südlichste liegt an der Küste Neufundlands bei 46°50’N. Die südlichste europäische Brutkolonie ist die auf der Île Rouzic im Archipel der Sept Îles in Frankreich. Der einzige Brutplatz in Deutschland ist Helgoland, wo erst seit 1991 Basstölpel brüten. Die Kolonie wies im Jahre 2000 93 und drei Jahre später 145 Brutpaare auf. Im Jahr 2020 wurden bereits 1298 Brutpaare auf der Insel gezählt – Tendenz steigend. Seit 1996 brüten Basstölpel auch in der Barentssee. In Nordamerika liegen die Brutplätze an der Küste Neufundlands und auf Inseln im Sankt-Lorenz-Golf. Die größte Kolonie umfasst 32.000 Nester und liegt auf der Insel Bonaventure bei Percé.

## Bestand
Weltweit waren im Jahre 2004 45 Brutkolonien der Basstölpel bekannt und die Anzahl der jährlich angelegten und besetzten Nester wurde auf 361.000 geschätzt. Die an der schottischen Küste brütenden Vögel machen etwa 60 Prozent des Weltbestandes aus. Einige wenige Kolonien nehmen ab, insgesamt scheint die Population der Basstölpel jährlich um drei bis fünf Prozent zuzunehmen. Die Ursachen sind zunächst die fast vollständige Einstellung der Bejagung des Basstölpels wegen seines Fleisches oder seiner Federn. Diese endete in etwa um die Wende zum 20. Jahrhundert. Geschätzt wird, dass im Jahre 1939 die Anzahl der weltweiten Kolonien bei 22 lag und etwa 83.000 Nester bebrütet wurden. Das würde bedeuten, dass sich seitdem die Anzahl der Kolonien mehr als verdoppelt und die Individuenzahl mehr als vervierfacht hätte. Die Beobachtungen an einzelnen Brutfelsen bestätigen rapide Zunahmen. Die Kolonie auf der nordamerikanischen Insel Bonaventure nahm zwischen 1984 und 1994 um immerhin 34 Prozent zu. Zu den Bestandszunahmen der letzten Jahrzehnte soll auch beigetragen haben, dass die Tölpel von der zunehmenden Hochseefischerei profitierten.
Der Gesamtbestand wird von der IUCN mit etwa 530.000 Tieren angegeben. Die Bestände steigen. Damit gilt die Art als „nicht gefährdet“.

## Nahrung und Nahrungserwerb

### Die Nahrungsgründe
Der Basstölpel jagt tagaktiv vor allem als Stoßtaucher nach Fisch. Zu bestimmten Jahreszeiten findet er seine Beute auch in Nähe der Küste. Unter allen Vögeln der Ordnung der Suliformes ist der Basstölpel gemeinsam mit dem Graufußtölpel jedoch derjenige, der auf der Suche nach Fischen die weitesten Entfernungen zurücklegt. Belegt ist, dass brütende Basstölpel bis zu 320 Kilometer von der Brutkolonie entfernt suchen. Etwa zwei Prozent der Brutvögel des Bass Rock an Schottlands Ostküste suchen als Nahrungsgrund zum Beispiel die Doggerbank auf. Diese liegt zwischen 280 und 320 Kilometer von dem schottischen Brutfelsen entfernt. Es ist wahrscheinlich, dass die maximale Distanz, die Basstölpel auf der Nahrungssuche zurückzulegen bereit sind, doppelt so hoch ist. In der Regel sind die aufgesuchten Nahrungsgründe weniger als 150 Kilometer von der Brutkolonie entfernt.

### Das Stoßtauchen

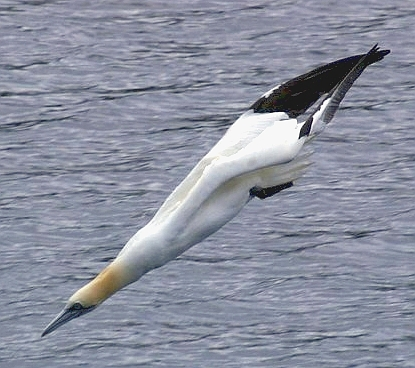
Basstölpel beim Stoßtauchen

Basstölpel können ihre Beute aus Höhen von bis zu 45 Meter erspähen. Die normale Flughöhe, aus der sie nach Fischen spähen, beträgt zehn bis zwanzig Meter. Hat ein Basstölpel während seines Suchfluges Beutefische entdeckt, geht er in den Sturzflug über, indem er über einen seiner Flügel schräg nach vorne kippt. Durch Strecken der Beine und Spreizen der Schwimmhäute sowie Flatterbewegungen der Flügel, bei denen die Steuerfedern nach oben oder unten geklappt werden, kann er die Richtung seines Sturzfluges anpassen. Unmittelbar vor dem Eintauchen ins Wasser werden die Flügel, die während des Sturzfluges ausgestreckt oder nur geringfügig angewinkelt sein können, eng an den Körper angelegt. Kopf und Hals sind weit vorgestreckt. Der Schnabel ist geschlossen. Beim Auftreffen auf die Wasseroberfläche hat er eine Geschwindigkeit von etwa 100 km/h. Basstölpel bleiben meistens fünf bis sieben Sekunden untergetaucht. Einige wenige Vögel kommen erst nach 20 Sekunden aus dem Wasser. Sehr häufig erheben sie sich direkt wieder in die Luft und tauchen aus drei bis vier Metern Höhe erneut ins Wasser ein.
Basstölpel untertauchen normalerweise die anvisierte Beute und ergreifen sie auf dem Weg nach oben. Normal große Fische werden grundsätzlich vom Kopf her verschluckt. Kleine Fische werden auch quer oder von hinten geschluckt. Bei auftauchenden Vögeln sind gelegentlich Schluckbewegungen zu sehen.

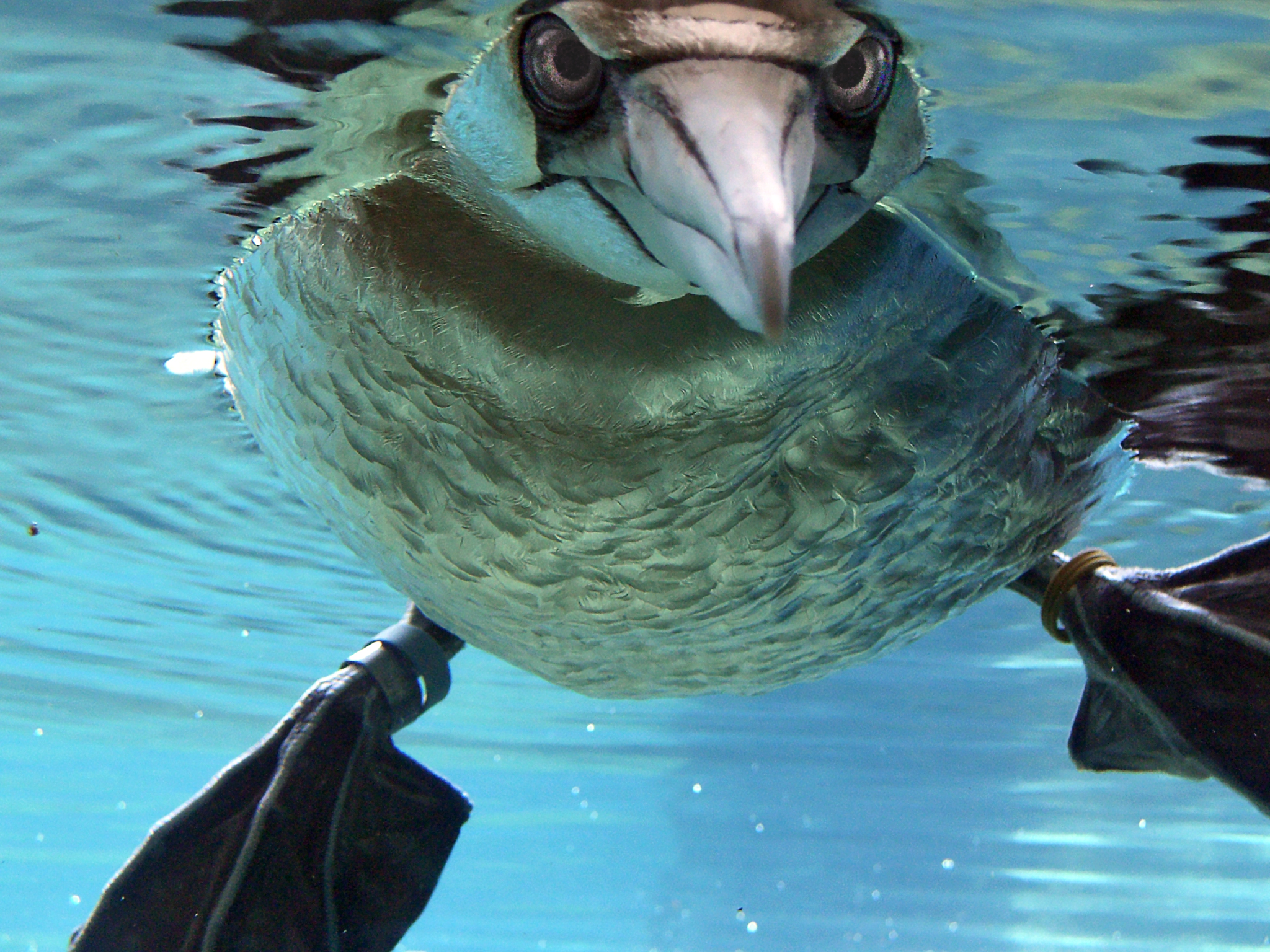
Gelegentlich schwimmen Basstölpel auf dem Wasser und suchen mit untergetauchtem Kopf nach Fischen

Ein stoßtauchender Basstölpel ist wegen seiner weißen Gefiederfarbe für seine Artgenossen sehr auffällig und wird dahingehend interpretiert, dass ein Individuum einen Fischschwarm entdeckt hat. Man sieht Basstölpel daher häufig in Gruppen nach Fischen tauchen. Die gemeinschaftliche Jagd erhöht dabei die Fangquote des einzelnen Vogels. Die unabhängig voneinander herabstoßenden Basstölpel verwirren die Beutefische, was es ihnen erschwert, den Fangstößen auszuweichen.
In der französischen Sprache trug ihm dieses Verhalten den Namen „Le Fou de Bassan“ ein – der „verrückte“ Vogel von den Bassinseln: Die Fischer, die ihn beobachteten, konnten sich zunächst nicht erklären, warum er sich ins Wasser stürzte und stets mit leerem Schnabel wieder auftauchte. Das Auftauchen wird den Vögeln durch die subkutanen und internen Luftsäcke erleichtert. Sie gelangen ohne größere Anstrengungen sehr schnell an die Oberfläche zurück.
Als alternative Fangmethode zum Stoßtauchen taucht der Basstölpel direkt von der Wasseroberfläche aus nach Fischen. Zur Suche nach Fischen schwimmt er dabei auf dem Wasser und taucht den Kopf ein, um nach ihnen zu spähen.

### Das Beutespektrum
Neben Hering und Makrele zählen unter anderem folgende Arten zum Beutespektrum des Basstölpels: Sardine, Sardelle, Maifisch, Stint, Hornhecht, Kabeljau, Schellfisch, Köhler, Steinköhler, Franzosendorsch, Zwergdorsch, Wittling, Stintdorsch sowie Stöcker, Meerbarbe, Meerbrasse, Meeräsche und Sandaal. Bei allen Arten handelt es sich um Schwarmfische. Von den Fischarten wie Kabeljau, Schellfisch, Köhler und Seehecht, bei denen die adulten Fische sehr groß werden, werden nur die Jungfische gefressen.
Ähnlich wie die Groß-, Raub- und Dreizehenmöwen sowie die Eissturmvögel nutzen Basstölpel das Nahrungsangebot, das sich ihnen durch die Hochseefischerei bietet. Sie kreisen in der Nähe fischender Schiffe und lernen es sehr schnell, bei still liegenden Schiffen das Geräusch der Winde, mit der das Netz eingeholt wird, mit Futter zu assoziieren. Sie nehmen dort auch Fische als Nahrung an, die normalerweise nicht zu ihrem Beutespektrum zählen und fressen auch Fischereiabfälle, die ins Meer geworfen werden.

## Fortpflanzung

### Rückkehr in die Kolonie
Bruterfahrene Paare sind in der Regel die ersten Basstölpel, die in ihre Brutkolonien zurückkehren. Der Rückkehrzeitpunkt ist je nach Lage der Kolonie unterschiedlich. Die Basstölpel, die auf Bass Rock brüten, kehren meistens in der vorletzten Januarwoche in großen Schwärmen von bis zu 1000 Individuen auf die Insel zurück. Die isländischen Brutplätze werden dagegen erst Ende März bis April besiedelt. Die nichtbrütenden Basstölpel folgen den Brutvögeln in der Regel in einem Abstand von mehreren Wochen. Basstölpel kehren in der Regel erst in einem Alter von zwei bis drei Jahren in eine Brutkolonie zurück. Dies muss nicht zwangsläufig die Brutkolonie sein, der sie selber entstammen. Offenbar lassen sich viele Basstölpel an fremden Brutkolonien nieder. Es ist bis jetzt jedoch kein Fall bekannt, wo ein Basstölpel in einer Kolonie erfolgreich brütete und diese Kolonie zugunsten einer anderen aufgab.
Erstmals rückkehrende Basstölpel sind noch nicht fortpflanzungsfähig, sondern halten sich – sofern der Brutfelsen ausreichend Platz aufweist – am Rande der Kolonie auf. Vier bis fünf Jahre alte Basstölpel bauen sogar bereits Nester, haben aber noch keine Jungen oder Eier. Männchen in diesem Alter überfliegen außerdem die Kolonie auf der Suche nach leeren Nestern und besetzen diese auch. Sie verteidigen diese Nistplätze jedoch erst dann aggressiv, wenn sie sie für mindestens zwei bis drei Tage in Besitz hatten. Ein Nest, das im Augenblick unbesetzt ist, da sein „Besitzer“ auf Fischfang ist, wird ohne aggressiven Kampf vom „Besetzer“ geräumt, sobald der Altvogel zurückgekehrt ist.

### Nestbau

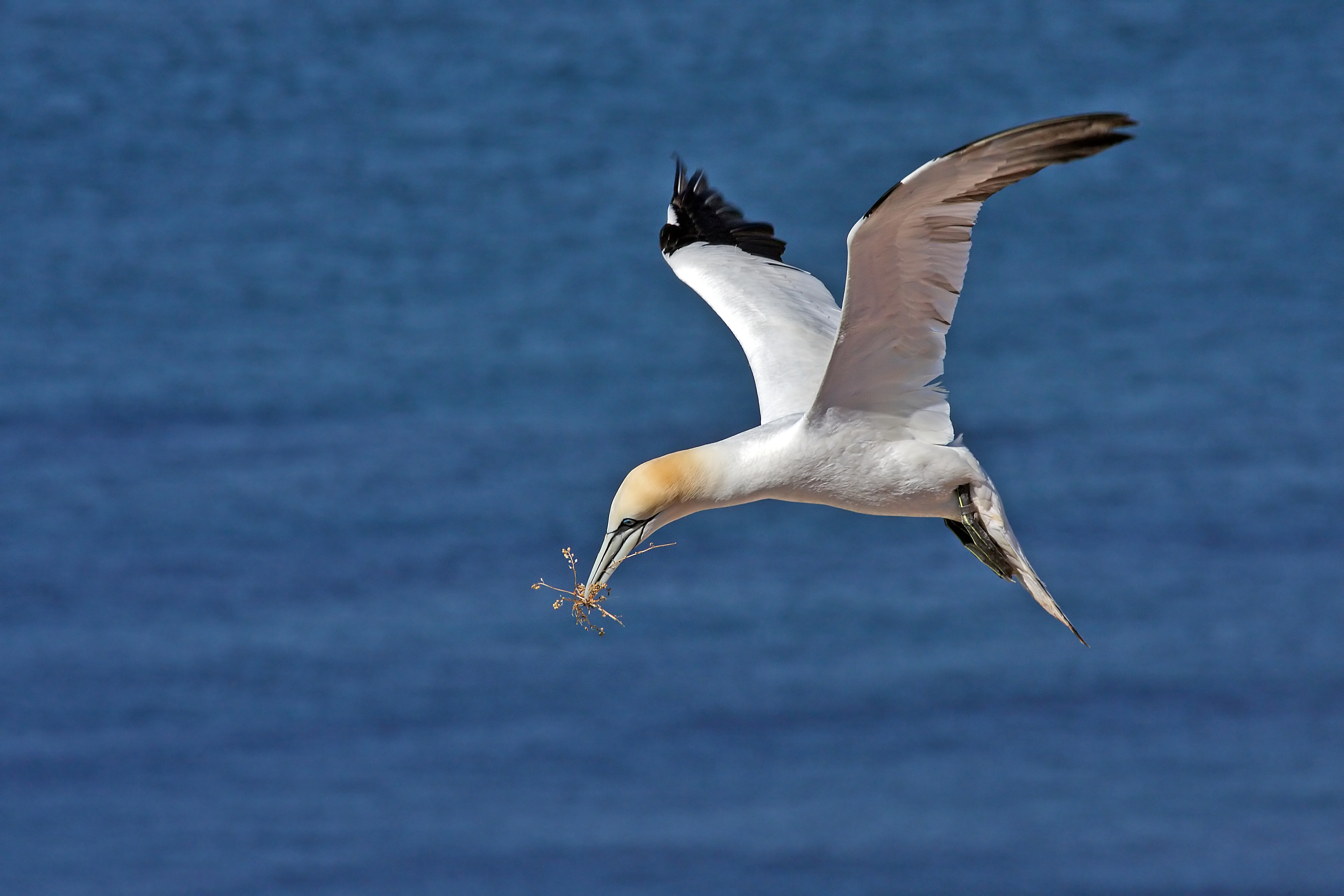
Nistmaterial eintragender Basstölpel

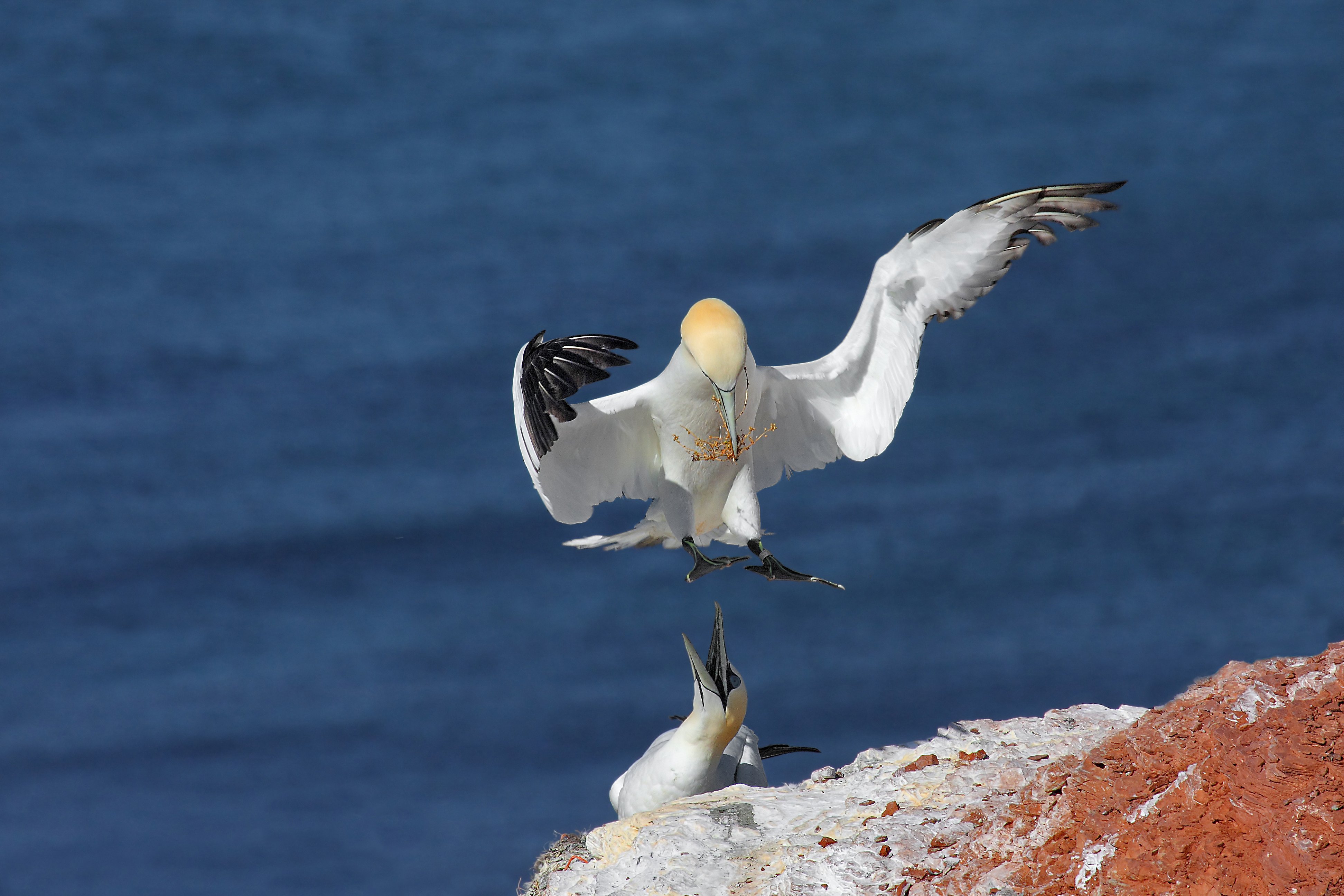
Ein Basstölpel wird bei der Landung von seinem Partner begrüßt

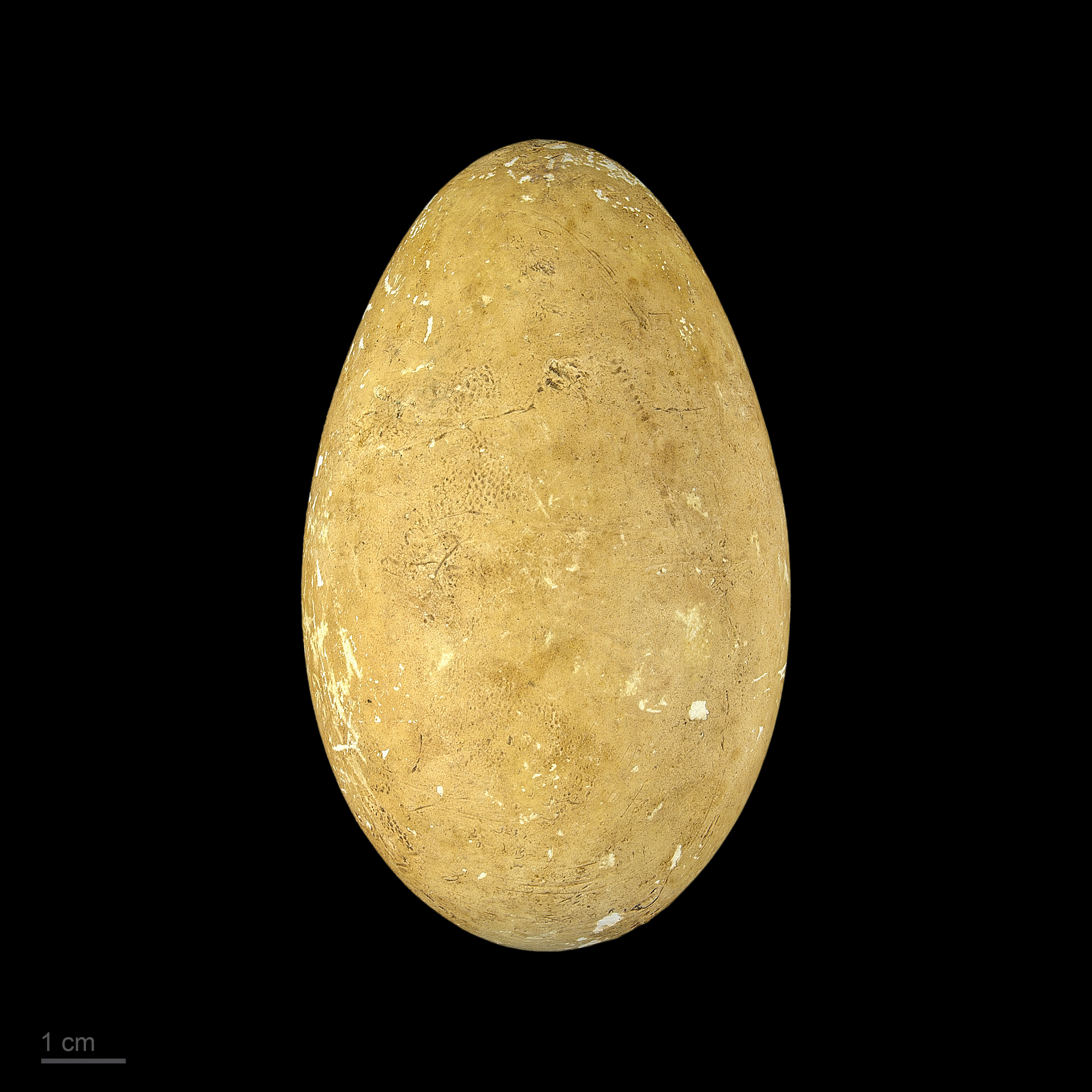
Ei eines Basstölpels

Das Nest wird bevorzugt auf Hängen und Felssimsen der Steilküste angelegt. Nur wo diese Plätze belegt sind, weichen Basstölpel auch auf Inselkuppen oder flache Stellen ihrer Brutfelsen aus. Während es für Basstölpel einfach ist, sich von Nestern auf den Felssimsen in die Luft zu erheben, haben sie von den flacheren Stellen aus Startschwierigkeiten. Ein Abflug von dort aus ist in der Regel nicht möglich, ohne in die Nähe von Nestern ihrer Artgenossen zu gelangen. Da Basstölpel sehr aggressiv darauf reagieren, wenn ein Artgenosse in die Nestnähe gerät, sind diese Standorte mit deutlich mehr Stress für die Vögel verbunden. Grundsätzlich werden die Nester aber in der Nähe zu Artgenossen errichtet. Für die Anlage von Nestern günstige Plätze bleiben ungenutzt, wenn sie zu weit von der Brutkolonie entfernt sind. Durchschnittlich finden sich 2,3 Nester auf jedem Quadratmeter.
Die Nester bestehen aus Seetang, Gras, Erde und Treibgut jeglicher Art. Das Nistmaterial wird überwiegend vom Männchen gesammelt. Die Nester werden jedes Jahr neu errichtet, da das Wetter während des Winterhalbjahres die Nester des Vorjahres zerstört, wobei am Nest über die gesamte Brutperiode hinweg gebaut wird. Unter anderem nimmt die Randhöhe des Nestes zu, da Basstölpel die Brutzeit über Exkremente am Nestrand absetzen. Die Nester sind im Durchschnitt etwa 30 Zentimeter hoch und haben einen Durchmesser von 50 bis 75 Zentimeter. An präferierten Nistplätzen ist der Abstand zwischen den einzelnen Nestern so groß, dass sich die Schnäbel der Basstölpel bei ausgestrecktem Hals gerade nicht erreichen können.

### Aggressionsverhalten am Nistplatz

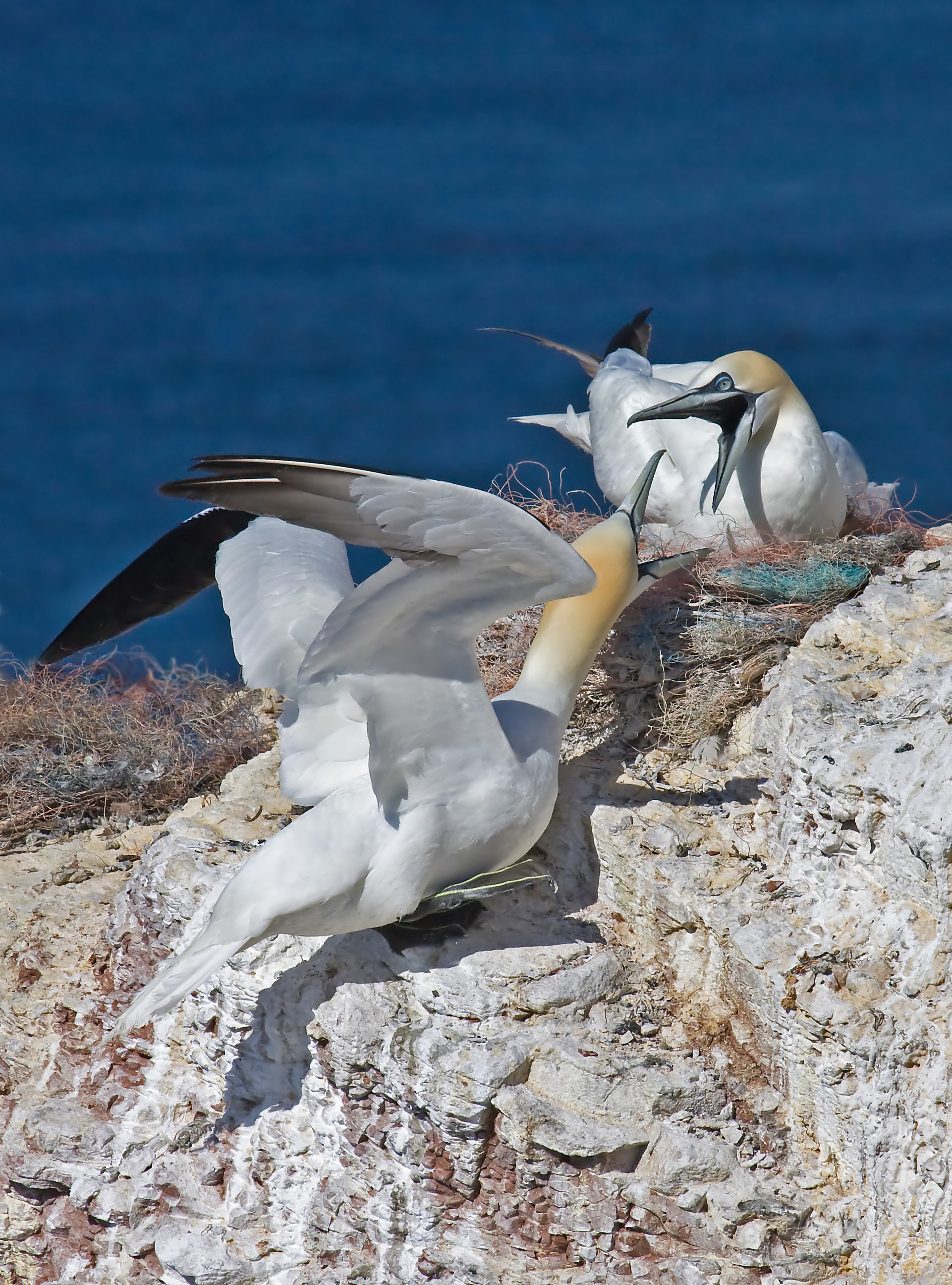
Aggressionsverhalten am Nest

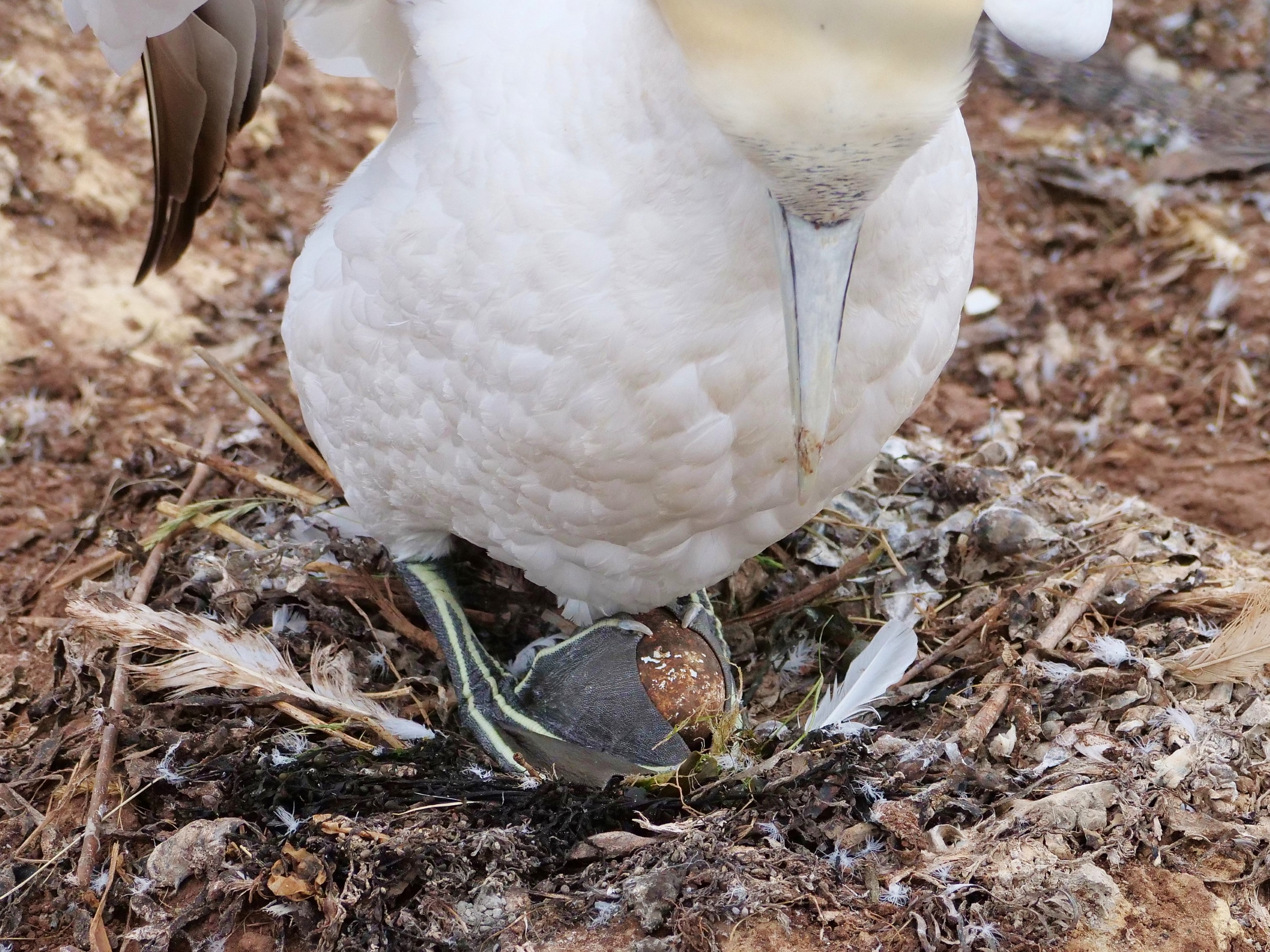
Der brütende Basstölpel umfasst das Ei mit den Schwimmhäuten der Füße

Bei Basstölpeln scheint das Besetzen und aggressive Verteidigen eines Nistplatzes innerhalb einer Kolonie der Auslöser und die Grundlage für eine Reihe von Verhaltensweisen in Zusammenhang mit der Paarung zu sein.
Zu Kämpfen kommt es jeweils nur zwischen Geschlechtsgenossen. Das Verhaltensrepertoire der Weibchen – sie wenden von aggressiven Männchen den Kopf ab und präsentieren ihnen gegenüber die Rückseite des Halses – führt dazu, dass sie von Männchen, die ihren Brutplatz verteidigen, am Hals gepackt und fortgezerrt werden. Dringt umgekehrt ein fremdes Männchen in die unmittelbare Umgebung eines mit einem Weibchen besetzten Nestes ein, reagiert das Weibchen nicht. Fremde Weibchen dagegen werden sehr heftig angegriffen. Besonders heftig sind die Kämpfe, bei denen ein Männchen involviert ist, das einen Brutplatz erstmals besetzt. Basstölpel können dabei sehr starke Verletzungen davontragen. Den Kämpfen geht jeweils ein Drohen voraus. Drohverhalten ist während der Brutsaison das gesamte Jahr über zu beobachten. Es richtet sich gegen die benachbarten Paare. Sogenannte „Verbeugungen“ seitens des Männchens sind gleichfalls häufig zu sehen. Sie signalisieren den Nachbarn, von welchem Männchen ein Nest besetzt ist. Bei diesen Verbeugungen, die jeweils immer vier bis fünf Sekunden andauern ist der Schnabel nach unten gerichtet, die Flügel sind leicht angehoben. Der Kopf wird erst langsam und dann schneller geschüttelt.

### Paarbildung

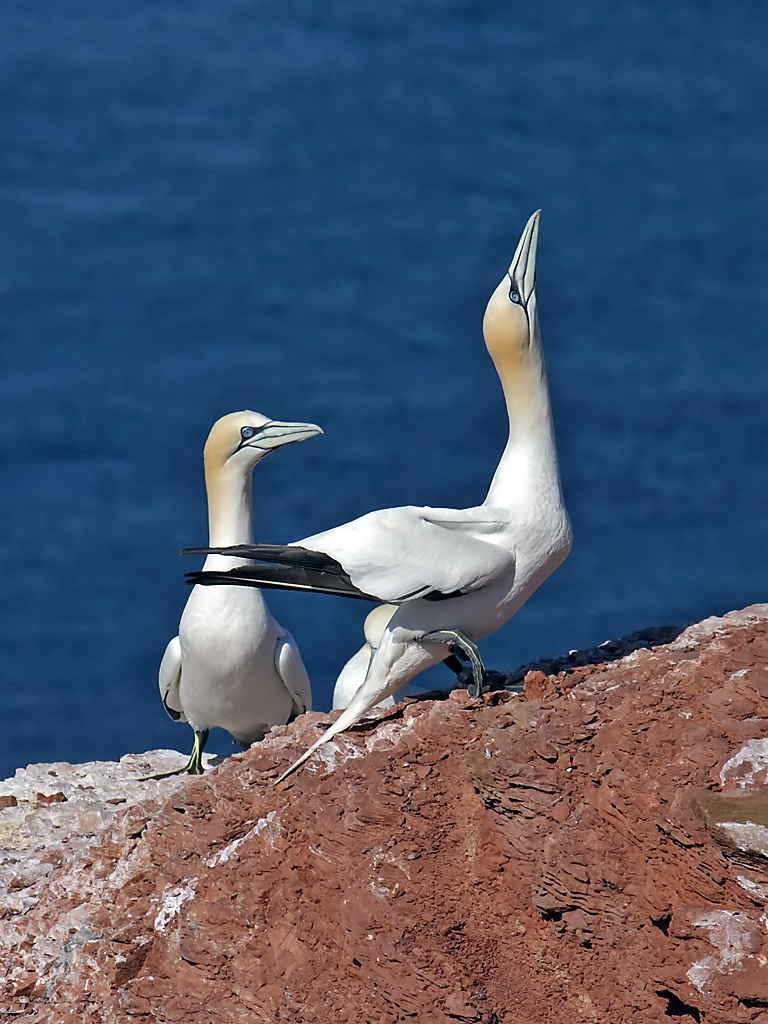
„Zum Himmel sehen“ – ein Begrüßungsritual der Basstölpel

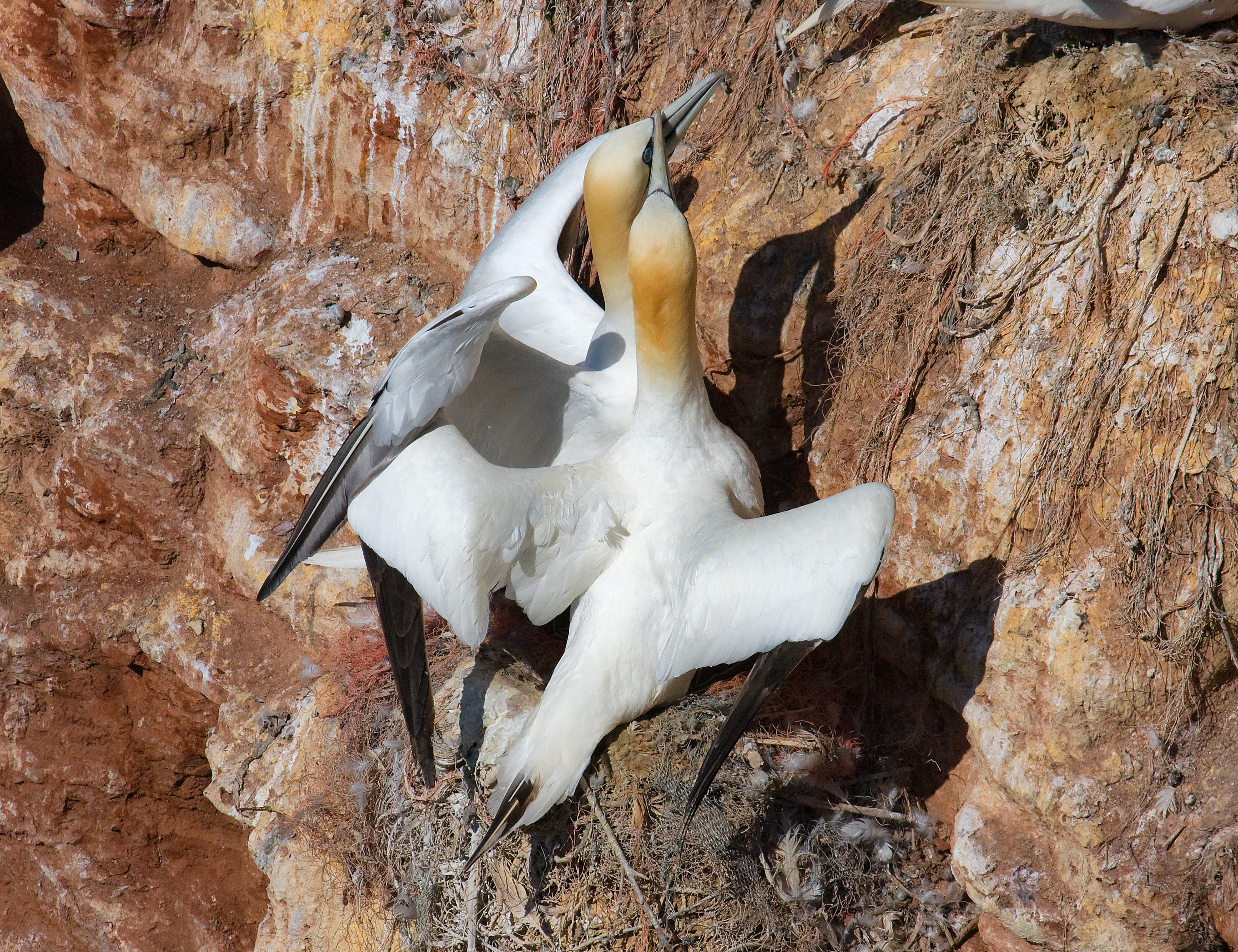
„Begrüßung“ am Nest

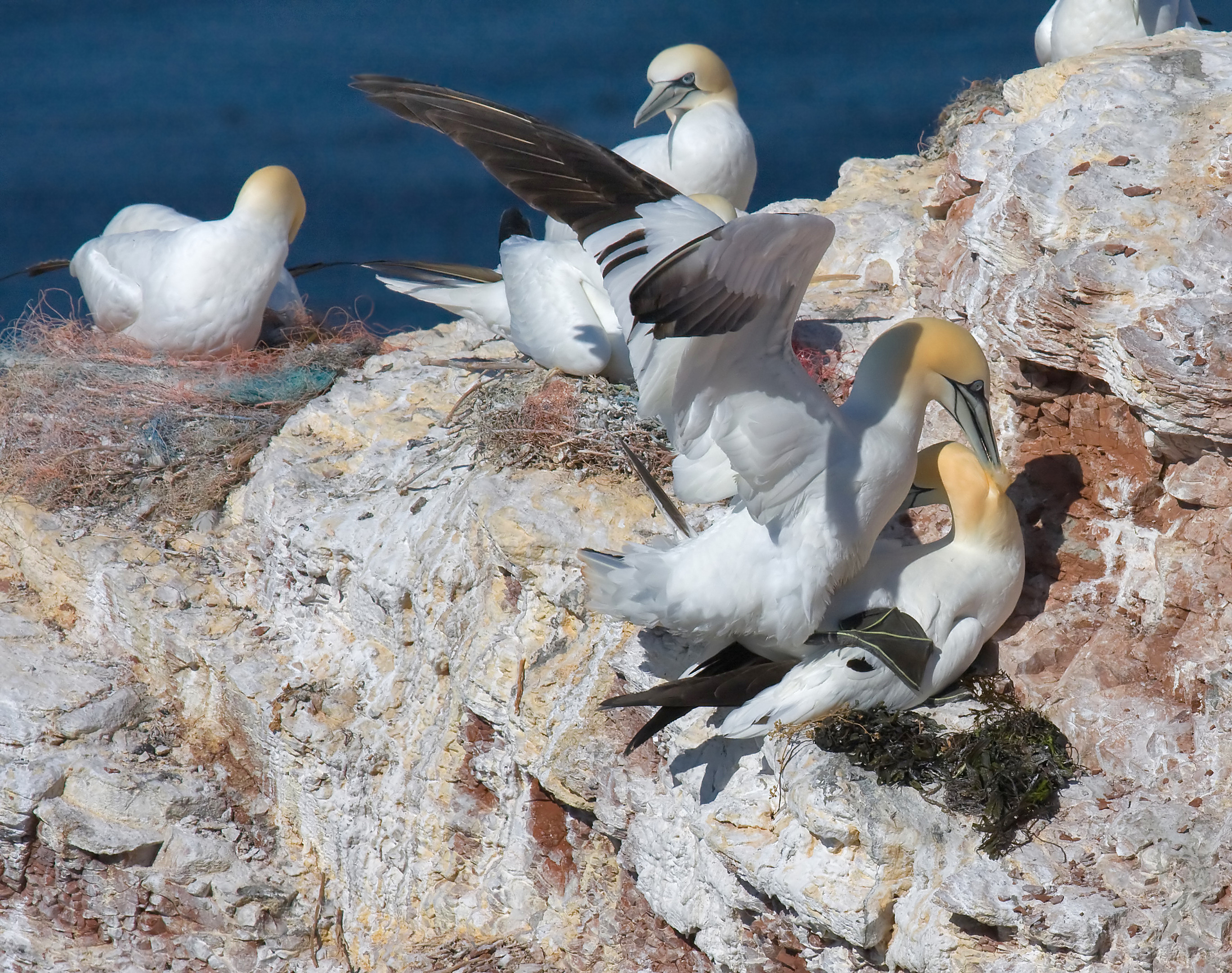
Paarung

Männliche Basstölpel, die einen Brutplatz besetzt haben, müssen um Weibchen werben. Unverpaarte Weibchen sind meist im Alter von vier bis fünf Jahren. Bevor sie sich an einer Stelle der Kolonie niederlassen, überfliegen sie mehrfach die Kolonie. Landen sie, weist ihre Körperhaltung, zu der unter anderem ein stark gestreckter Hals gehört, sie als unverpaart aus. Diese Körperhaltung reicht bereits aus, um bei unverpaarten Männchen die Werbung auszulösen.
Die Werbung des Männchens ähnelt der Verbeugungsbewegung, mit der ein Männchen den Besitz eines Nestes signalisiert. Die Flügel bleiben hierbei jetzt geschlossen, der Kopf wird etwas stärker geschüttelt. Nähert sich das Weibchen, verfällt das Männchen mitunter in eine aggressive Handlung. Das „Wegsehen“ des Weibchens – eine ritualisierte Abwendung des Schnabels, bei der dem angreifenden Männchen die Rückseite des Halses präsentiert wird – beendet oder besänftigt die Aggressivität des Männchens. Zu diesem Zeitpunkt ist das Weibchen noch bereit, sich mit mehreren Männchen zu paaren. Mitunter verpaart sich das Weibchen in einem Zeitraum von zwei Stunden mit fünf verschiedenen Partnern. Mit zunehmender Bindung an ein bestimmtes Männchen kommt es zwischen den beiden Vögeln zu der für Basstölpel charakteristischen Begrüßungszeremonie. Die beiden Vögel stehen dabei aufgerichtet Brust an Brust, die Hälse sind nach oben gerichtet und mit den Schnäbeln werden fechtende Bewegungen ausgeführt. Dabei lassen die beiden Vögel laute Rufe hören.

### Ei und Jungvogel
Basstölpel legen jeweils nur ein einzelnes Ei, das von ovaler Form ist und im Durchschnitt 104,5 Gramm wiegt. Das Ei entspricht etwa 3,3 Prozent des Körpergewichtes des Weibchens. Verglichen mit anderen Meeresvögeln ist dies ein sehr geringes Gewicht. Befinden sich zwei Eier in einem Nest, wurde es entweder von einem zweiten Weibchen gelegt oder das Ei wurde aus einem der benachbarten Nester gestohlen. Basstölpel legen erneut, wenn ihr Ei verloren geht. Das Ei wird von den Elternvögeln zwischen 42 und 46 Tage bebrütet. Tölpeln fehlt der Brutfleck. Sie bebrüten das Ei mit den während der Brutzeit gut durchbluteten Schwimmhäuten, indem sie es mit ihnen von beiden Seiten umfassen.
Der Schlüpfprozess des Jungvogels kann bis 36 Stunden dauern. Zu diesem Zeitpunkt befindet sich das Ei auf den Schwimmhäuten. Bis jetzt ist nicht abschließend geklärt, was der Auslöser ist, dass Tölpel ihre Eier kurz vor dem Schlupf auf die Schwimmhäute transportieren. Beteiligt daran sind vermutlich Stimmfühllaute des Kükens. Ein vom schlüpfenden Küken angepicktes Ei würde unter den Schwimmhäuten jedoch durch das Gewicht des brütenden Elternvogels zerbrechen. Tatsächlich sterben auf diese Weise bei erstmals brütenden Paaren eine große Anzahl der Jungvögel. Auch der Jungvogel wird auf den Spitzen der Schwimmhäute gehudert. Die Elternvögel lassen den Jungvogel nur in Ausnahmefällen allein. Ein unbewachtes Küken wird häufig von anderen Koloniebewohnern getötet. Ein Küken ist auch den Aggressionen des männlichen Elternvogels ausgesetzt.
Die Futterübergabe zwischen Alt- und Jungvogel geht vonstatten, indem der Jungvogel seinen Kopf in den Schlund des Altvogels stößt. Die Jungvögel beherrschen dies frühestens ab ihrem 15. Lebenstag. Bis dahin nimmt der Altvogel den Kopf des Jungen in den Schnabel und würgt halbflüssige Nahrung hoch. Ältere Jungvögel werden mit angedauten Fischen gefüttert. Zwei Anpassungen tragen dazu bei, dass die Jungvögel von den Steilklippen nicht ins Meer stürzen: Sie haben eine starke Neigung, bis zum Ausfliegen im Nest zu bleiben und beim Betteln bewegen sie nicht die Flügel. Letzteres verhindert, dass sie auf den schmalen Felssimsen aus dem Nest getragen werden.
Die Fütterung des Jungvogels durch die Elternvögel währt bis zu 11 oder 12 Wochen. Die Fütterung wird nicht durch die Elternvögel eingestellt, vielmehr entscheidet sich der Jungvogel, die enge Bindung zum Nest aufzugeben: Etwa um ihren 75. Lebenstag segeln die jungen Tölpel vom Brutfelsen auf die Meeresoberfläche. Mit diesem Sprung endet nach jetzigem Wissensstand jegliche Verbindung zu den Elternvögeln. Die Jungvögel sind zu dem Zeitpunkt noch nicht flügge. Ihr durchschnittliches Gewicht liegt aber bei etwa 4 Kilogramm. Damit haben sie ausreichend Fettreserven, um zwei bis drei Wochen ohne Nahrung auszukommen. Ihr hohes Gewicht und ihre noch nicht trainierte Flugfähigkeit erlauben ihnen nicht mehr, als von den Felssimsen auf das Meer herabzuschweben. Bei ungünstigen Windbedingungen passiert es häufig, dass die Jungvögel gegen die Felsklippen geweht werden und dort tödlich verunglücken.
Jungvögel, die in Nestern auf der Inselkuppe heranwachsen, werden bei ihrem Lauf an den Rand des Brutfelsens von den anderen Altvögeln heftig attackiert. Die noch nicht flugfähigen Jungvögel treiben dann für einen Zeitraum von zwei bis drei Wochen auf dem Meer. In dieser Zeit müssen sie sowohl das Fischen als auch das Fliegen erlernen. Kommt es in dieser Zeit zu längeren Schlechtwetterperioden, stirbt eine große Anzahl der Jungvögel.

### Migration der Jungvögel und der Elternvögel

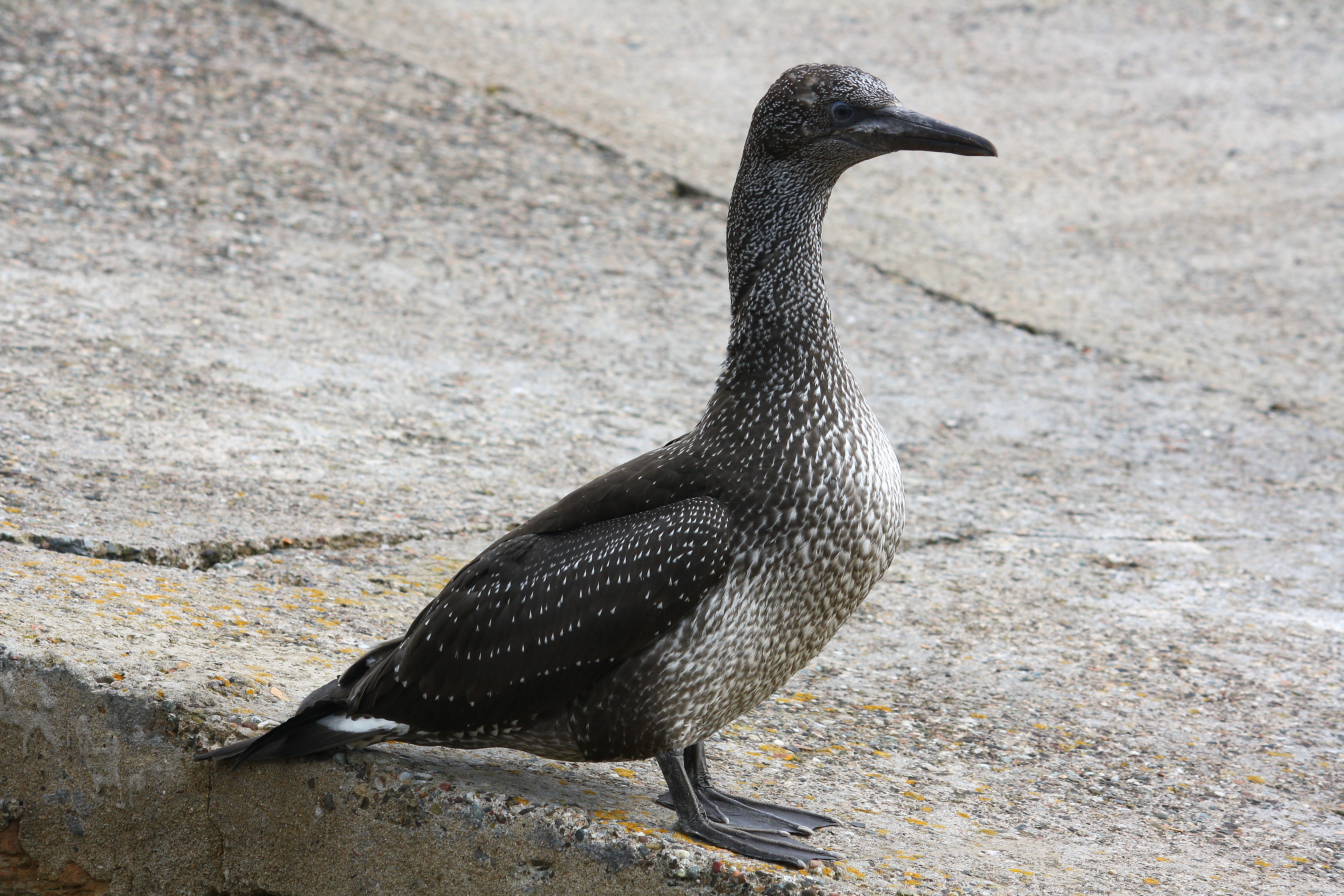
Junger Basstölpel

Flügge Jungvögel migrieren beträchtliche Distanzen von ihrer Brutkolonie in Richtung Süden. Belegt sind Migrationen bis fast zum Äquator. Einer der Jungvögel der Bass Rock-Kolonie wurde beispielsweise bereits in seinem ersten Lebensjahr 4800 Kilometer weiter südlich bei 16°N 24°W wiederentdeckt. Bereits in ihrem zweiten Lebensjahr kehrt ein Teil der Jungvögel in ihre Brutkolonie zurück. Sie treffen dort später ein als die brütenden Vögel und verlassen sie gegen Ende der Brutzeit wieder, um wieder in Richtung Süden zu migrieren. Sie legen bei ihrer zweiten Migration allerdings weniger große Wanderstrecken zurück.
Ausgewachsene Basstölpel wandern nach Ende der Brutsaison weniger zielgerichtet und halten sich zwischen 800 und 1600 Kilometer von ihrer Brutkolonie entfernt auf. Bis jetzt wurden keine kolonie-spezifischen Überwinterungsplätze festgestellt. Viele der ausgewachsenen Vögel finden sich im westlichen Mittelmeerraum ein. Da sie Land nur sehr ungern überfliegen, gelangen sie über die Straße von Gibraltar in den Mittelmeerraum. Einige der Basstölpel folgen der afrikanischen Küste weiter Richtung Süden und erreichen den Golf von Guinea. Dort überlappt sich das Gebiet, in dem sich die Basstölpel aufhalten, mit dem der Kap-Tölpel.
Bei den kanadischen Basstölpeln migrieren die Jungvögel bis zum Golf von Mexiko. Auf ihrem Rückflug ab März legen sie täglich bis zu 90 Kilometer zurück. Ausgewachsene Vögel migrieren nicht ganz so weit.
Das Territorium rund um sein Nest verteidigt der Basstölpel äußerst aggressiv. Mit Eindringlingen liefert er sich heftige Schnabelgefechte. Zu seinen Artgenossen hält er einen Abstand, der etwa zweimal seiner Reichweite entspricht. Trotz dieses Abstands wirken aus der Luft betrachtet die Kolonien so dicht besiedelt, dass sie an verschneite Hänge erinnern.
Basstölpel leben in einer Einehe; zwar trennen sie sich außerhalb der Brutpflegezeit und ziehen voneinander unabhängig von ihren Kolonien fort, doch treffen sie in der folgenden Brutsaison wieder als Paar zusammen. Ist einer der Partner verstorben, so verlässt der verbleibende Vogel den Brutplatz: Zusammen mit den anderen alleinstehenden Tieren findet er sich in einem anderen Teil der Kolonie ein, um einen neuen Partner zu finden.

## Lebenserwartung

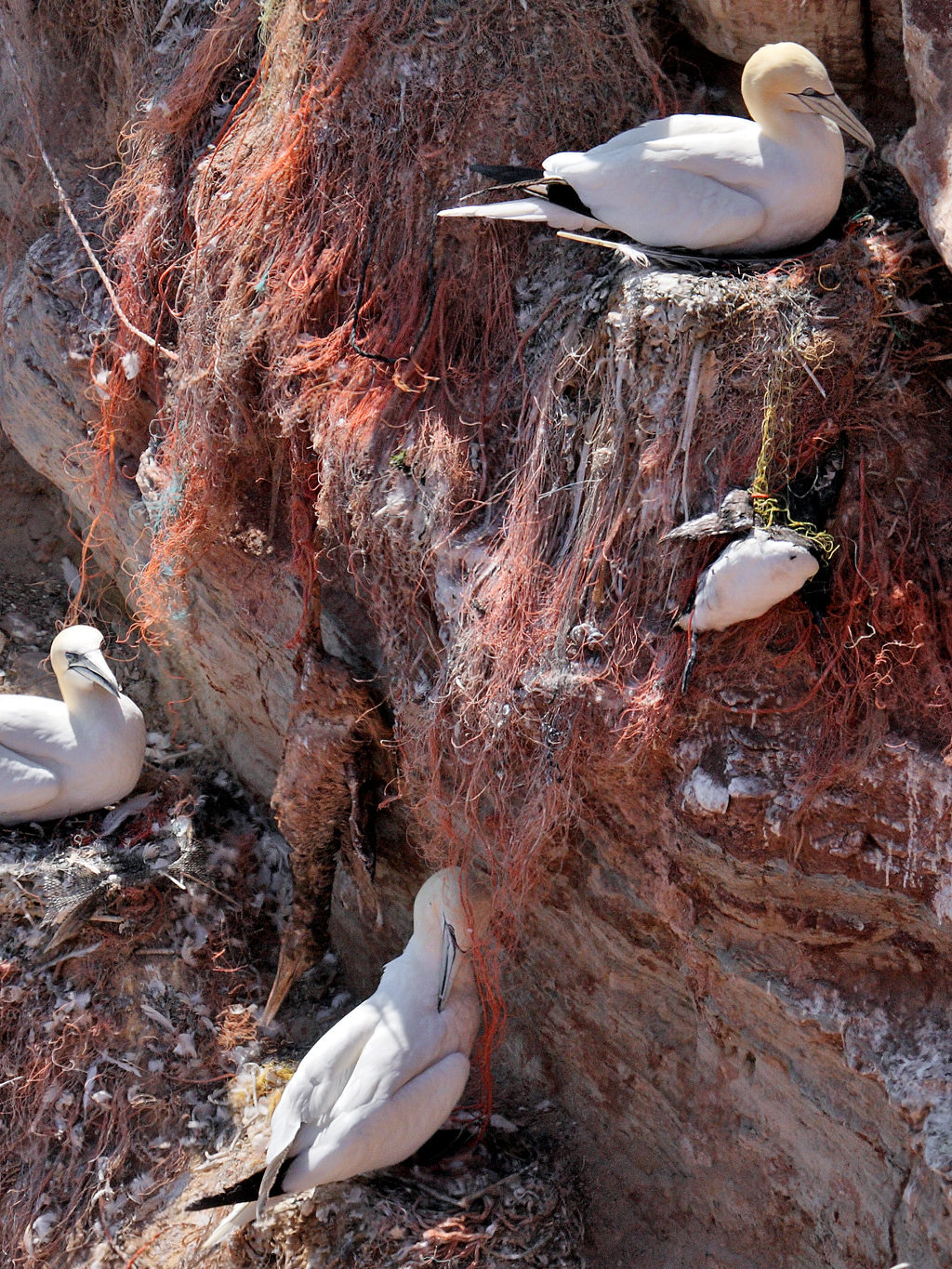
Toter junger Basstölpel (links) und Trottellumme (rechts). Beide Vögel haben sich im Nistmaterial der Basstölpel (Fischernetze) erhängt.

Ein sehr hoher Prozentsatz der geschlüpften Basstölpeljungen wird auch flügge. Hans Heinrich Reinsch gibt den Anteil mit 89 bis 94 Prozent an. Bei vielen Tierarten, die nur ein oder zwei Junge großziehen, beträgt die Quote lediglich 50 Prozent. Nur 30 Prozent der flügge gewordenen Vögel erreicht jedoch den Zeitpunkt in ihrem Leben, an dem sie fortpflanzungsfähig sind. Die Lebenserwartung beträgt ca. 16 Jahre, die ältesten gefundenen Ringvögel waren jedoch älter als 24 Jahre.

## Systematik
Der Basstölpel hat sich vermutlich aus Vorfahren des Kap-Tölpels entwickelt, die nach Norden migrierten und sich dort an die kälteren und stürmischeren Umweltbedingungen adaptierten. Basstölpel wurden insbesondere schwerer und größer und begannen vermutlich aus diesem Grund sich auf Brutplätzen an Steilküsten zu entwickeln.

## Mensch und Basstölpel
Die zum Teil sehr intensive Bejagung hatte zur Folge, dass eine Reihe von Kolonien gegen Ende des 19. Jahrhunderts und zu Beginn des 20. Jahrhunderts ausstarben. Dazu gehören neben der Insel Lundy mehrere Kolonien im St. Lorenz-Golf. Die Bejagung war so intensiv, weil man das Fleisch der gefangenen Tiere nicht nur als menschliche Nahrung, sondern auch als Köder für die Angelfischerei auf Kabeljau verwendete. Der Basstölpel ist gegenüber dem Menschen nicht aggressiv oder gefährlich. Verletzte und orientierungslose Tiere oder verlassene Jungtiere, die vom Menschen aufgefunden werden, versuchen sich jedoch zu wehren. Dabei besteht die Gefahr von Augenverletzungen durch den Schnabel des Tieres, wenn man es anzufassen versucht.
Zu den Risiken, denen sowohl Altvögel als auch Jungvögel ausgesetzt sind, zählt im Meer schwimmender Plastikabfall. Zum Beispiel nutzen Basstölpel Fischereinetzreste, die im Meer treiben, um das Nest auszustatten. Befand sich im Jahr 2005 noch in etwa 50 Prozent der Nester solcher Abfall, so wurde rund zehn Jahre später in bis zu 97 % der Nester Plastikmüll gefunden. Jung- und Altvögel können sich im Müll verheddern und tödlich verunglücken. Auf Helgoland starben 2014 sieben Jungvögel und fünf Altvögel als Verstrickungsopfer.